# Кубок африканських націй 2023 (склади)
Кубок африканських націй 2023 — міжнародний футбольний турнір, який проходитиме в Кот-д'Івуарі з 13 січня по 11 лютого 2024 року. Двадцать чотири національні збірні, які беруть участь у змаганні, мають зареєструвати команду з 26 гравців, в тому числі трьох воротарів. В турнірі можуть взяти участь лише гравців цих складів.
15 грудня 2023 року Конфедерація африканського футболу (КАФ) оголосила про збільшення максимальної кількості гравців, що включені в остаточні заявки, з 23 до 27. Втім, включення чотирьох додаткових гравців було необов'язковим. Команди, як і раніше, складають список до 23 гравців на кожен матч турніру (з яких дванадцять будуть запасними).
Кожна національна збірна мала надати КАФ попередню заявку, яка включає до п'ятдесяти п'яти гравців, не пізніше 14 грудня 2023 року. Остаточна заявка, що включає до 27 гравців, мала бути подана до Генерального секретаріату КАФ до 3 січня 2024 року (тобто, за десять днів до матчу відкриття турніру). Гравець із представленої остаточної заявки може бути замінений лише у разі серйозної травми не пізніше ніж за 24 години до початку першого матчу його збірної на турнірі за умови, що це буде схвалено Медичним комітетом КАФ.
КАФ опублікував попередні заявки 20 грудня 2023 року.
Вік кожного футболіста вказано станом на день початку турніру, 13 січня 2024 року. Кількість матчів та голів, вказана для кожного гравця, не включає матчі, зіграні після початку турніру. Вказаний клуб — це клуб, за який гравець востаннє виступав у матчі перед початком турніру. Прапор кожного клубу відображає національну асоціацію (не лігу), до якої належить команда. Прапор вказується для тренерів у тому випадку, якщо їхня національність відрізняється від національності збірної, яку вони очолюють.

## Група A

### Кот-д'Івуар
Попередня заявка збірної Кот-д'Івуару з 54 гравців була оприлюднена КАФ 20 грудня 2023 року. Остаточну заявку з 27 гравців було оголошено 28 грудня 2023 року.
Головний тренер:  Жан-Луї Гассе (груповий етап); Емерс Фае (плей-оф)
| №  | Поз. | Гравець             | Дата народження (вік)            | Ігри | Голи | Клуб                     |
| -- | ---- | ------------------- | -------------------------------- | ---- | ---- | ------------------------ |
| 1  | ВР   | Ях'я Фофана         | 21 серпня 2000 (вік 23 роки)     | 5    | 0    | Анже                     |
| 16 | ВР   | Шарль Фолі Аяї      | 29 грудня 1990 (вік 33 роки)     | 2    | 0    | АСЕК Мімозас             |
| 23 | ВР   | Бадра Алі Сангаре   | 30 травня 1986 (вік 37 років)    | 30   | 0    | Секхукхуне Юнайтед       |
|    |      |                     |                                  |      |      |                          |
| 2  | ЗХ   | Усман Діоманд       | 4 грудня 2003 (вік 20 років)     | 3    | 0    | Спортінг (Лісабон)       |
| 3  | ЗХ   | Гіслен Конан        | 27 грудня 1995 (вік 28 років)    | 30   | 0    | Аль-Файха                |
| 5  | ЗХ   | Вільфрід Сінго      | 25 грудня 2000 (вік 23 роки)     | 10   | 0    | Монако                   |
| 7  | ЗХ   | Оділон Коссуну      | 4 січня 2001 (вік 23 роки)       | 18   | 0    | Баєр 04                  |
| 12 | ЗХ   | Віллі Болі          | 3 лютого 1991 (вік 32 роки)      | 15   | 1    | Ноттінгем Форест         |
| 17 | ЗХ   | Серж Ор'є (капітан) | 24 грудня 1992 (вік 31 рік)      | 87   | 4    | Ноттінгем Форест         |
| 21 | ЗХ   | Еван Ндіка          | 20 серпня 1999 (вік 24 роки)     | 5    | 0    | Рома                     |
| 26 | ЗХ   | Ісмаель Діалло      | 29 січня 1997 (вік 26 років)     | 0    | 0    | Хайдук (Спліт)           |
|    |      |                     |                                  |      |      |                          |
| 4  | ПЗ   | Жан Мікаель Сері    | 19 липня 1991 (вік 32 роки)      | 49   | 4    | Галл Сіті                |
| 6  | ПЗ   | Секо Фофана         | 7 травня 1995 (вік 28 років)     | 12   | 5    | Ан-Наср                  |
| 8  | ПЗ   | Франк Кесс'є        | 19 грудня 1996 (вік 27 років)    | 68   | 8    | Аль-Аглі (Джидда)        |
| 18 | ПЗ   | Ібрагім Сангаре     | 2 грудня 1997 (вік 26 років)     | 35   | 11   | Ноттінгем Форест         |
| 25 | ПЗ   | Ідрісса Думбія      | 14 квітня 1998 (вік 25 років)    | 1    | 0    | Аль-Аглі (Доха)          |
| 27 | ПЗ   | Жан Тьєррі Лазар    | 7 березня 1998 (вік 25 років)    | 1    | 0    | Юніон                    |
|    |      |                     |                                  |      |      |                          |
| 9  | НП   | Жонатан Бамба       | 26 березня 1996 (вік 27 років)   | 4    | 0    | Сельта                   |
| 10 | НП   | Карім Конате        | 21 березня 2004 (вік 19 років)   | 9    | 2    | Ред Булл (Зальцбург)     |
| 11 | НП   | Жан-Філіпп Крассо   | 17 липня 1997 (вік 26 років)     | 9    | 3    | Црвена Звезда            |
| 13 | НП   | Жеремі Бога         | 3 січня 1997 (вік 27 років)      | 14   | 1    | Ніцца                    |
| 14 | НП   | Умар Діакіте        | 20 грудня 2003 (вік 20 років)    | 5    | 0    | Реймс                    |
| 15 | НП   | Макс Градель        | 30 листопада 1987 (вік 36 років) | 106  | 17   | Газіантеп                |
| 19 | НП   | Ніколя Пепе         | 29 травня 1995 (вік 28 років)    | 37   | 10   | Трабзонспор              |
| 20 | НП   | Крістіан Куаме      | 6 грудня 1997 (вік 26 років)     | 24   | 3    | Фіорентіна               |
| 22 | НП   | Себастьєн Алле      | 22 червня 1994 (вік 29 років)    | 21   | 8    | Боруссія (Дортмунд)      |
| 24 | НП   | Сімон Адінгра       | 1 січня 2002 (вік 22 роки)       | 5    | 1    | Брайтон енд Гоув Альбіон |

### Нігерія
Попередня заявка збірної Нігерії з 41 гравця була оприлюднена КАФ 20 грудня 2023 року. Остаточну заявку з 25 гравців було оголошено 29 грудня 2023 року. 3 січня 2024 року Вілфред Ндіді відмовився від участі через травму, а його замінив Альхассан Юсуф 9 січня Віктор Боніфас відмовився від участі через травму, а його замінив Терем Моффі. 12 січня Умар Садік відмовився через травму, його замінив Пол Онуачу.
Головний тренер:  Жозе Пезейру.
| №  | Поз. | Гравець                | Дата народження (вік)           | Ігри | Голи | Клуб                 |
| -- | ---- | ---------------------- | ------------------------------- | ---- | ---- | -------------------- |
| 1  | ВР   | Френсіс Узохо          | 28 жовтня 1998 (вік 25 років)   | 34   | 0    | Омонія               |
| 16 | ВР   | Олорунлеке Оджо        | 17 серпня 1995 (вік 28 років)   | 0    | 0    | Еньїмба              |
| 23 | ВР   | Стенлі Нвабалі         | 10 червня 1996 (вік 27 років)   | 1    | 0    | Чіппа Юнайтед        |
|    |      |                        |                                 |      |      |                      |
| 2  | ЗХ   | Ола Айна               | 8 жовтня 1996 (вік 27 років)    | 33   | 0    | Ноттінгем Форест     |
| 3  | ЗХ   | Заїду Санусі           | 13 червня 1997 (вік 26 років)   | 15   | 0    | Порту                |
| 5  | ЗХ   | Вільям Трост-Еконг     | 1 вересня 1993 (вік 30 років)   | 63   | 4    | ПАОК                 |
| 6  | ЗХ   | Семі Аджаї             | 9 листопада 1993 (вік 30 років) | 27   | 1    | Вест-Бромвіч Альбіон |
| 12 | ЗХ   | Брайт Осаї-Семюел      | 31 грудня 1997 (вік 26 років)   | 8    | 0    | Фенербахче           |
| 13 | ЗХ   | Бруно Оньємаєчі        | 3 квітня 1999 (вік 24 роки)     | 5    | 0    | Боавішта             |
| 20 | ЗХ   | Чидозі Авазьєм         | 1 січня 1997 (вік 27 років)     | 28   | 1    | Боавішта             |
| 21 | ЗХ   | Келвін Бессі           | 31 грудня 1999 (вік 24 роки)    | 15   | 0    | Фулгем               |
| 22 | ЗХ   | Кеннет Омеруо          | 17 жовтня 1993 (вік 30 років)   | 61   | 1    | Касимпаша            |
|    |      |                        |                                 |      |      |                      |
| 4  | ПЗ   | Альхассан Юсуф         | 18 липня 2000 (вік 23 роки)     | 0    | 0    | Антверпен            |
| 8  | ПЗ   | Френк Оньєка           | 1 січня 1998 (вік 26 років)     | 16   | 1    | Брентфорд            |
| 10 | ПЗ   | Джо Арібо              | 21 липня 1996 (вік 27 років)    | 28   | 2    | Саутгемптон          |
| 17 | ПЗ   | Алекс Івобі            | 3 травня 1996 (вік 27 років)    | 67   | 10   | Фулгем               |
|    |      |                        |                                 |      |      |                      |
| 7  | НП   | Ахмед Муса             | 14 жовтня 1992 (вік 31 рік)     | 107  | 16   | Сівасспор            |
| 9  | НП   | Віктор Осімген         | 29 грудня 1998 (вік 25 років)   | 27   | 20   | Наполі               |
| 11 | НП   | Самуель Чуквуезе       | 22 травня 1999 (вік 24 роки)    | 30   | 5    | Мілан                |
| 14 | НП   | Келечі Іхеаначо        | 3 жовтня 1996 (вік 27 років)    | 48   | 14   | Лестер Сіті          |
| 15 | НП   | Мойзес Сімон (капітан) | 12 липня 1995 (вік 28 років)    | 62   | 9    | Нант                 |
| 19 | НП   | Пол Онуачу             | 28 травня 1994 (вік 29 років)   | 18   | 3    | Трабзонспор          |
| 18 | НП   | Адемола Лукман         | 20 жовтня 1997 (вік 26 років)   | 11   | 2    | Аталанта             |
| 24 | НП   | Терем Моффі            | 25 травня 1999 (вік 24 роки)    | 12   | 4    | Ніцца                |
| 25 | НП   | Рафаель Оньєдіка       | 19 квітня 2001 (вік 22 роки)    | 3    | 0    | Брюгге               |

### Екваторіальна Гвінея
Попередня заявка збірної Екваторіальної Гвінеї з 50 гравців була оприлюднена КАФ 20 грудня 2023 року. Остаточну заявку з 27 гравців було оголошено 31 грудня 2023 року.
Головний тренер: Хуан Міча.
| №  | Поз. | Гравець               | Дата народження (вік)            | Ігри | Голи | Клуб                   |
| -- | ---- | --------------------- | -------------------------------- | ---- | ---- | ---------------------- |
| 1  | ВР   | Хесус Овоно           | 1 березня 2001 (вік 22 роки)     | 24   | 0    | Алавес                 |
| 13 | ВР   | Айтор Ембела          | 17 квітня 1996 (вік 27 років)    | 9    | 0    | Сонеха                 |
| 23 | ВР   | Мануель Сапунґа       | 23 листопада 1992 (вік 31 рік)   | 2    | 0    | Полокване Сіті         |
|    |      |                       |                                  |      |      |                        |
| 2  | ЗХ   | Нестор Сенра          | 4 січня 2002 (вік 22 роки)       | 7    | 0    | Реал Авілес            |
| 3  | ЗХ   | Марвін Аньєбо         | 26 серпня 1997 (вік 26 років)    | 11   | 0    | Ільєскас               |
| 5  | ЗХ   | Хосе Ело              | 21 жовтня 2000 (вік 23 роки)     | 4    | 1    | Мерида                 |
| 11 | ЗХ   | Басіліо Ндонг         | 17 січня 1999 (вік 24 роки)      | 41   | 0    | Університатя (Крайова) |
| 12 | ЗХ   | Чарльз Ондо           | 22 жовтня 2003 (вік 20 років)    | 3    | 0    | Гаддерсфілд Таун       |
| 15 | ЗХ   | Карлос Акапо          | 12 березня 1993 (вік 30 років)   | 33   | 2    | Сан-Хосе Ерсквейкс     |
| 16 | ЗХ   | Сауль Коко            | 9 лютого 1999 (вік 24 роки)      | 19   | 3    | Лас-Пальмас            |
| 21 | ЗХ   | Естебан Обіанг        | 7 травня 1998 (вік 25 років)     | 25   | 1    | Арджеш                 |
| 24 | ЗХ   | Уґо Буйла             | 8 березня 2005 (вік 18 років)    | 1    | 0    | Сампдорія (до 19)      |
|    |      |                       |                                  |      |      |                        |
| 4  | ПЗ   | Федеріко Бікоро       | 17 березня 1996 (вік 27 років)   | 47   | 6    | Клуб Африкен           |
| 6  | ПЗ   | Іван Сальвадор        | 11 грудня 1995 (вік 28 років)    | 38   | 5    | Медзь                  |
| 7  | ПЗ   | Хосе Мачін            | 14 серпня 1996 (вік 27 років)    | 23   | 0    | Монца                  |
| 8  | ПЗ   | Яннік Буйла           | 6 жовтня 1998 (вік 25 років)     | 19   | 1    | Логроньєс              |
| 14 | ПЗ   | Алекс Бальбоа         | 6 березня 2001 (вік 22 роки)     | 12   | 0    | Уеска                  |
| 20 | ПЗ   | Сантьяго Енеме        | 29 вересня 2000 (вік 23 роки)    | 21   | 0    | Вишков                 |
| 22 | ПЗ   | Пабло Ганет           | 4 листопада 1994 (вік 29 років)  | 39   | 4    | Алькояно               |
| 25 | ПЗ   | Федеріко Нсуе         | 20 квітня 1997 (вік 26 років)    | 3    | 0    | Бєльці                 |
|    |      |                       |                                  |      |      |                        |
| 9  | НП   | Саломон Обама         | 4 лютого 2000 (вік 23 роки)      | 15   | 1    | Санта-Колома           |
| 10 | НП   | Еміліо Нсуе (капітан) | 30 вересня 1989 (вік 34 роки)    | 40   | 17   | Інтерсіті              |
| 17 | НП   | Хосете Міранда        | 22 липня 1998 (вік 25 років)     | 41   | 2    | Нікі Волос             |
| 18 | НП   | Ное Ела               | 17 квітня 2003 (вік 20 років)    | 4    | 0    | Нумансія               |
| 19 | НП   | Луїс Нлаво            | 9 липня 2001 (вік 22 роки)       | 14   | 2    | Брага Б                |
| 26 | НП   | Хосе Набіль Ондо      | 23 листопада 2005 (вік 18 років) | 1    | 0    | Кано Спорт             |
| 27 | НП   | Оскар Сіафа           | 12 вересня 1997 (вік 26 років)   | 13   | 0    | Алессандрія            |

### Гвінея-Бісау
Попередня заявка збірної Гвінеї-Бісау з 39 гравців була оприлюднена КАФ 20 грудня 2023 року. Остаточну заявку з 27 гравців було оголошено 5 січня 2024 року. Воротар Селтон Біай відмовився від участі в турнірі, щоб зосередитися на виступах за свій клуб.
Головний тренер: Басіру Канде.
| №  | Поз. | Гравець                | Дата народження (вік)            | Ігри | Голи | Клуб                   |
| -- | ---- | ---------------------- | -------------------------------- | ---- | ---- | ---------------------- |
| 1  | ВР   | Жонас Мендіш (капітан) | 20 листопада 1989 (вік 34 роки)  | 56   | 0    | Каламата               |
| 12 | ВР   | Упарін Джоко           | 22 квітня 1998 (вік 25 років)    | 2    | 0    | Франкс Борайнс         |
| 23 | ВР   | Фернандо Ембадже       | 6 липня 2003 (вік 20 років)      | 0    | 0    | Луго                   |
|    |      |                        |                                  |      |      |                        |
| 2  | ЗХ   | Фалі Канде             | 24 січня 1998 (вік 25 років)     | 19   | 0    | Мец                    |
| 4  | ЗХ   | Марсело Джало          | 8 жовтня 1993 (вік 30 років)     | 15   | 1    | Паленсія Атлетіко      |
| 5  | ЗХ   | Убуланг Мендіш         | 4 травня 1998 (вік 25 років)     | 2    | 0    | Альмерія               |
| 15 | ЗХ   | Джефферсон Енкада      | 17 квітня 1998 (вік 25 років)    | 16   | 0    | Фарко                  |
| 20 | ЗХ   | Сорі Мане              | 3 квітня 1996 (вік 27 років)     | 31   | 0    | Академіку де Візеу     |
| 21 | ЗХ   | Нану                   | 17 травня 1994 (вік 29 років)    | 23   | 0    | Самсунспор             |
| 22 | ЗХ   | Опа Санганте           | 1 лютого 1991 (вік 32 роки)      | 20   | 0    | Дюнкерк                |
| 25 | ЗХ   | Едгар Іє               | 1 травня 1994 (вік 29 років)     | 1    | 0    | Істанбул Башакшехір    |
| 27 | ЗХ   | Проспер Менді          | 7 червня 1996 (вік 27 років)     | 3    | 0    | Олімпік (Шарлеруа)     |
|    |      |                        |                                  |      |      |                        |
| 6  | ПЗ   | Ніту Ґоміш             | 3 лютого 2002 (вік 21 рік)       | 2    | 1    | Марітіму               |
| 8  | ПЗ   | Алфа Семеду            | 30 серпня 1997 (вік 26 років)    | 19   | 2    | Ат-Таї                 |
| 10 | ПЗ   | Карлуш Мане            | 11 березня 1994 (вік 29 років)   | 1    | 0    | Кайсеріспор            |
| 13 | ПЗ   | Карлуш Мендіш Гоміш    | 14 листопада 1998 (вік 25 років) | 1    | 0    | Болтон Вондерерз       |
| 16 | ПЗ   | Морету Кассама         | 16 лютого 1998 (вік 25 років)    | 19   | 0    | Омонія                 |
| 19 | ПЗ   | Жаніу Бікел            | 28 червня 1995 (вік 28 років)    | 8    | 0    | Газіантеп              |
|    |      |                        |                                  |      |      |                        |
| 3  | НП   | Франкуліну Джу         | 28 червня 2004 (вік 19 років)    | 3    | 1    | Мідтьюлланн            |
| 7  | НП   | Далсіу                 | 22 травня 1996 (вік 27 років)    | 13   | 0    | АПОЕЛ                  |
| 9  | НП   | Зіньйо Гано            | 13 жовтня 1993 (вік 30 років)    | 5    | 4    | Зюлте-Варегем          |
| 11 | НП   | Марсіану Санка         | 6 листопада 2004 (вік 19 років)  | 1    | 0    | Альмерія               |
| 14 | НП   | Мауру Родрігіш         | 15 квітня 2001 (вік 22 роки)     | 11   | 2    | Івердон Спорт          |
| 17 | НП   | Мама Балде             | 6 листопада 1995 (вік 28 років)  | 21   | 3    | Олімпік (Ліон)         |
| 18 | НП   | Фамана Кізера          | 25 квітня 2002 (вік 21 рік)      | 3    | 0    | Академіку де Візеу     |
| 24 | НП   | Зе Турбу               | 22 жовтня 1996 (вік 27 років)    | 1    | 0    | Парі (Нижній Новгород) |
| 26 | НП   | Зідан Банжакі          | 15 грудня 1998 (вік 25 років)    | 1    | 1    | Фейренсі               |

## Група B

### Єгипет
Попередня заявка збірної Єгипту з 55 гравців була оприлюднена КАФ 20 грудня 2023 року. Остаточну заявку з 27 гравців було оголошено 30 грудня 2023 року. 3 січня 2024 року Ахмед Набіль Кока і Осама Джеляль відмовились від участі через травми, а їх замінили Мохамад Лашин і Яссер Ібрагім, відповідно.
Головний тренер:  Руй Віторія
| №  | Поз. | Гравець                  | Дата народження (вік)            | Ігри | Голи | Клуб                     |
| -- | ---- | ------------------------ | -------------------------------- | ---- | ---- | ------------------------ |
| 1  | ВР   | Ахмед Ель-Шенаві         | 14 травня 1991 (вік 32 роки)     | 31   | 0    | Пірамідс                 |
| 16 | ВР   | Мохамед Ель-Шенаві       | 18 грудня 1988 (вік 35 років)    | 51   | 0    | Аль-Аглі                 |
| 23 | ВР   | Габаскі                  | 29 січня 1989 (вік 34 роки)      | 9    | 0    | Національний банк Єгипту |
| 26 | ВР   | Мохамед Собхі            | 15 липня 1999 (вік 24 роки)      | 3    | 0    | Замалек                  |
|    |      |                          |                                  |      |      |                          |
| 2  | ЗХ   | Алі Ґабр                 | 10 січня 1989 (вік 35 років)     | 38   | 1    | Пірамідс                 |
| 3  | ЗХ   | Мохамед Хані             | 25 січня 1996 (вік 27 років)     | 14   | 0    | Аль-Аглі                 |
| 4  | ЗХ   | Омар Камаль              | вересня 29, 1993 (вік 30 років)  | 17   | 1    | Ф'ючер                   |
| 6  | ЗХ   | Ахмед Хеґазі             | 25 січня 1991 (вік 32 роки)      | 83   | 2    | Аль-Іттіхад              |
| 12 | ЗХ   | Мохамед Хамді            | 15 березня 1995 (вік 28 років)   | 12   | 0    | Пірамідс                 |
| 13 | ЗХ   | Ахмед Абу Ель-Фотух      | 22 березня 1998 (вік 25 років)   | 25   | 1    | Замалек                  |
| 15 | ЗХ   | Яссер Ібрагім            | 10 лютого 1993 (вік 30 років)    | 6    | 0    | Аль-Аглі                 |
| 21 | ЗХ   | Ахмед Самі               | 31 березня 1992 (вік 31 рік)     | 1    | 0    | Пірамідс                 |
| 24 | ЗХ   | Мохамед Абдельмонем      | 1 лютого 1999 (вік 24 роки)      | 20   | 2    | Аль-Аглі                 |
|    |      |                          |                                  |      |      |                          |
| 5  | ПЗ   | Хамді Фатхі              | 29 вересня 1994 (вік 29 років)   | 34   | 3    | Аль-Вакра                |
| 8  | ПЗ   | Емам Ашур                | 20 лютого 1998 (вік 25 років)    | 11   | 0    | Аль-Аглі                 |
| 14 | ПЗ   | Марван Аттія             | 1 серпня 1998 (вік 25 років)     | 6    | 0    | Аль-Аглі                 |
| 17 | ПЗ   | Мохаммед Ель-Нені        | 11 липня 1992 (вік 31 рік)       | 96   | 8    | Арсенал (Лондон)         |
| 20 | ПЗ   | Махмуд Хамада            | 1 листопада 1993 (вік 30 років)  | 10   | 0    | Аль-Масрі                |
| 25 | ПЗ   | Зізо                     | 10 січня 1996 (вік 28 років)     | 34   | 2    | Замалек                  |
| 27 | ПЗ   | Моханад Лашен            | 29 травня 1996 (вік 27 років)    | 9    | 0    | Пірамідс                 |
|    |      |                          |                                  |      |      |                          |
| 7  | НП   | Трезеге                  | 1 жовтня 1994 (вік 29 років)     | 66   | 14   | Трабзонспор              |
| 9  | НП   | Кока                     | 5 березня 1993 (вік 30 років)    | 31   | 6    | Пендікспор               |
| 10 | НП   | Мохаммед Салах (капітан) | 15 червня 1992 (вік 31 рік)      | 94   | 53   | Ліверпуль                |
| 11 | НП   | Кахраба                  | 13 квітня 1994 (вік 29 років)    | 30   | 5    | Аль-Аглі                 |
| 18 | НП   | Мостафа Фатхі            | 12 травня 1994 (вік 29 років)    | 23   | 2    | Пірамідс                 |
| 19 | НП   | Мостафа Мохамед          | 28 листопада 1997 (вік 26 років) | 32   | 8    | Нант                     |
| 22 | НП   | Омар Мармуш              | 7 лютого 1999 (вік 24 роки)      | 24   | 4    | Айнтрахт (Франкфурт)     |

### Гана
Попередня заявка збірної Гани з 50 гравців була оприлюднена КАФ 20 грудня 2023 року. Остаточну заявку з 27 гравців було оголошено 1 січня 2024 року.
Головний тренер:  Кріс Г'ютон
| №  | Поз. | Гравець                     | Дата народження (вік)            | Ігри | Голи | Клуб              |
| -- | ---- | --------------------------- | -------------------------------- | ---- | ---- | ----------------- |
| 1  | ВР   | Річард Офорі                | 1 листопада 1993 (вік 30 років)  | 28   | 0    | Орландо Пайретс   |
| 12 | ВР   | Джо Воллакотт               | 8 вересня 1996 (вік 27 років)    | 11   | 0    | Гіберніан         |
| 16 | ВР   | Лоуренс Аті-Зіджі           | 29 листопада 1996 (вік 27 років) | 18   | 0    | Санкт-Галлен      |
|    |      |                             |                                  |      |      |                   |
| 2  | ЗХ   | Аліду Сейду                 | 4 червня 2000 (вік 23 роки)      | 10   | 0    | Клермон           |
| 3  | ЗХ   | Деніс Одой                  | 27 травня 1988 (вік 35 років)    | 9    | 0    | Брюгге            |
| 4  | ЗХ   | Ніколя Опоку                | 11 серпня 1997 (вік 26 років)    | 18   | 1    | Ам'єн             |
| 5  | ЗХ   | Кінгслі Шиндлер             | 12 липня 1993 (вік 30 років)     | 4    | 0    | Самсунспор        |
| 6  | ЗХ   | Мохаммед Салісу             | 17 квітня 1999 (вік 24 роки)     | 6    | 2    | Монако            |
| 14 | ЗХ   | Гідеон Менса                | 18 липня 1998 (вік 25 років)     | 20   | 0    | Осер              |
| 17 | ЗХ   | Абдул Фатаву Хаміду         | 4 березня 1999 (вік 24 роки)     | 1    | 0    | Медеама           |
| 18 | ЗХ   | Деніел Амарті               | 21 грудня 1994 (вік 29 років)    | 53   | 0    | Бешикташ          |
| 23 | ЗХ   | Александер Джику            | 9 серпня 1994 (вік 29 років)     | 23   | 1    | Фенербахче        |
|    |      |                             |                                  |      |      |                   |
| 7  | ПЗ   | Рансфорд-Єбоа Кенігсдерффер | 13 вересня 2001 (вік 22 роки)    | 2    | 0    | Гамбург           |
| 8  | ПЗ   | Маджид Ашимеру              | 10 жовтня 1997 (вік 26 років)    | 5    | 0    | Андерлехт         |
| 10 | ПЗ   | Андре Аю                    | 17 грудня 1989 (вік 34 роки)     | 114  | 24   | Гавр              |
| 15 | ПЗ   | Еліша Овусу                 | 7 листопада 1997 (вік 26 років)  | 6    | 0    | Осер              |
| 20 | ПЗ   | Мохаммед Кудус              | 2 серпня 2000 (вік 23 роки)      | 30   | 9    | Вест Гем Юнайтед  |
| 21 | ПЗ   | Саліс Абдул Самед           | 26 березня 2000 (вік 23 роки)    | 12   | 0    | Ланс              |
| 22 | ПЗ   | Річмонд Лемпті              | 18 березня 1997 (вік 26 років)   | 1    | 0    | Асанте Котоко     |
| 26 | ПЗ   | Іддрісу Баба                | 22 січня 1996 (вік 27 років)     | 24   | 0    | Альмерія          |
|    |      |                             |                                  |      |      |                   |
| 9  | НП   | Джордан Аю                  | 11 вересня 1991 (вік 32 роки)    | 93   | 19   | Крістал Пелес     |
| 11 | НП   | Осман Букарі                | 13 грудня 1998 (вік 25 років)    | 14   | 3    | Црвена Звезда     |
| 13 | НП   | Джозеф Пейнтсіл             | 01 лютого 1998 (вік 25 років)    | 11   | 0    | Генк              |
| 19 | НП   | Іньякі Вільямс              | 15 червня 1994 (вік 29 років)    | 13   | 1    | Атлетік (Більбао) |
| 24 | НП   | Ернест Нуама                | 1 листопада 2003 (вік 20 років)  | 7    | 2    | Олімпік (Ліон)    |
| 25 | НП   | Антуан Семеньйо             | 7 січня 2000 (вік 24 роки)       | 14   | 2    | Борнмут           |
| 27 | НП   | Джонатан Сова               | 9 січня 2000 (вік 24 роки)       | 2    | 0    | Медеама           |

### Кабо-Верде
Попередня заявка збірної Кабо-Верде з 53 гравців була оприлюднена КАФ 20 грудня 2023 року. Остаточну заявку з 26 гравців було оголошено 28 грудня 2023 року. 1 січня 2024 року Джаніні відмовився від участі через травму, його замінив Жилсон Тавареш. Еліо Варела і Жуан Коррея відмовилися від участі в турнірі, аби зосередитись на виступах за свої клуби.
Головний тренер: Бубішта
| №  | Поз. | Гравець           | Дата народження (вік)            | Ігри | Голи | Клуб               |
| -- | ---- | ----------------- | -------------------------------- | ---- | ---- | ------------------ |
| 1  | ВР   | Возінья           | 3 червня 1986 (вік 37 років)     | 65   | 0    | Тренчин            |
| 12 | ВР   | Марсіо Роса       | 23 лютого 1997 (вік 26 років)    | 8    | 0    | Анадія             |
| 24 | ВР   | Ділан Сілва       | 10 лютого 1999 (вік 24 роки)     | 0    | 0    | Сінтренсе          |
|    |      |                   |                                  |      |      |                    |
| 2  | ЗХ   | Стопіра (капітан) | 20 травня 1988 (вік 35 років)    | 56   | 3    | Боавішта (Прая)    |
| 3  | ЗХ   | Діні              | 17 січня 1995 (вік 28 років)     | 18   | 0    | Аль-Батаех         |
| 4  | ЗХ   | Роберто Лопес     | 17 червня 1992 (вік 31 рік)      | 22   | 0    | Шемрок Роверс      |
| 5  | ЗХ   | Логан Кошта       | 1 квітня 2001 (вік 22 роки)      | 8    | 0    | Тулуза             |
| 16 | ЗХ   | Ділан Таваріш     | 30 серпня 1996 (вік 27 років)    | 19   | 1    | Бастія             |
| 23 | ЗХ   | Стівен Морейра    | 13 серпня 1994 (вік 29 років)    | 1    | 0    | Коламбус Крю       |
|    |      |                   |                                  |      |      |                    |
| 6  | ПЗ   | Патрік Андраде    | 9 лютого 1993 (вік 30 років)     | 19   | 0    | Карабах            |
| 8  | ПЗ   | Жуан Паулу        | 26 травня 1998 (вік 25 років)    | 16   | 1    | Шериф              |
| 10 | ПЗ   | Жаміру Монтейру   | 23 листопада 1993 (вік 30 років) | 31   | 3    | Сан-Хосе Ерсквейкс |
| 13 | ПЗ   | Кука              | 9 січня 1991 (вік 33 роки)       | 9    | 0    | Лейрія             |
| 14 | ПЗ   | Дерой Дуарте      | 4 липня 1999 (вік 24 роки)       | 11   | 0    | Фортуна (Сіттард)  |
| 15 | ПЗ   | Ларос Дуарте      | 28 лютого 1997 (вік 26 років)    | 0    | 0    | Гронінген          |
| 18 | ПЗ   | Кенні Роша Сантуш | 3 січня 2000 (вік 24 роки)       | 24   | 2    | АЕЗ                |
| 26 | ПЗ   | Еліо Варела       | 3 травня 2002 (вік 21 рік)       | 1    | 0    | Джохор Дарул Тазім |
| 26 | ПЗ   | Кевін Піна        | 27 січня 1997 (вік 26 років)     | 5    | 1    | Краснодар          |
|    |      |                   |                                  |      |      |                    |
| 7  | НП   | Жоване Кабрал     | 14 червня 1998 (вік 25 років)    | 5    | 0    | Салернітана        |
| 9  | НП   | Жилсон Тавареш    | 29 грудня 2001 (вік 22 роки)     | 10   | 4    | Бенфіка Б          |
| 11 | НП   | Гаррі Родрігіш    | 27 листопада 1990 (вік 33 роки)  | 45   | 7    | Анкарагюджю        |
| 17 | НП   | Віллі Семеду      | 27 квітня 1994 (вік 29 років)    | 18   | 0    | Омонія             |
| 19 | НП   | Браян Тейшейра    | 1 вересня 2000 (вік 23 роки)     | 5    | 0    | Штурм (Грац)       |
| 20 | НП   | Раян Мендіш       | 8 січня 1990 (вік 34 роки)       | 66   | 15   | Фатіх Карагюмрюк   |
| 21 | НП   | Бебе              | 12 липня 1990 (вік 33 роки)      | 15   | 4    | Райо Вальєкано     |
| 22 | НП   | Жуан Коррея       | 9 вересня 1990 (вік 33 роки)     | 4    | 0    | Шавеш              |

### Мозамбік
Попередня заявка збірної Мозамбіку з 46 гравців була оприлюднена КАФ 6 грудня 2023 року. Остаточну заявку з 23 гравців було оголошено 22 грудня 2023 року.
Головний тренер: Шикінью Конді
| №  | Поз. | Гравець            | Дата народження (вік)            | Ігри | Голи | Клуб                   |
| -- | ---- | ------------------ | -------------------------------- | ---- | ---- | ---------------------- |
| 1  | ВР   | Ернані             | 9 липня 1998 (вік 25 років)      | 26   | 0    | Сонго                  |
| 12 | ВР   | Фазіту             | 9 червня 2003 (вік 20 років)     | 3    | 0    | Ферровіаріу ді Нампулу |
| 22 | ВР   | Іван Уррубал       | 1 березня 1997 (вік 26 років)    | 8    | 0    | Блек Буллз             |
|    |      |                    |                                  |      |      |                        |
| 2  | ЗХ   | Нанані             | 8 лютого 1996 (вік 27 років)     | 21   | 0    | Сонго                  |
| 3  | ЗХ   | Давид Малембана    | 11 жовтня 1995 (вік 28 років)    | 4    | 0    | Ноа                    |
| 4  | ЗХ   | Нене               | 15 листопада 1996 (вік 27 років) | 25   | 1    | Блек Буллз             |
| 5  | ЗХ   | Бруну Ланга        | 31 жовтня 1997 (вік 26 років)    | 18   | 1    | Шавеш                  |
| 8  | ЗХ   | Едмілсон Дове      | 18 липня 1994 (вік 29 років)     | 39   | 0    | Кайзер Чифс            |
| 14 | ЗХ   | Домінгуш Макандза  | 17 червня 1998 (вік 25 років)    | 17   | 0    | Кошта да Сул           |
| 15 | ЗХ   | Рейнілду Мандава   | 21 січня 1994 (вік 29 років)     | 33   | 2    | Атлетіко (Мадрид)      |
| 16 | ЗХ   | Альфонс Амаде      | 12 листопада 1999 (вік 24 роки)  | 0    | 0    | Остенде                |
| 17 | ЗХ   | Мешер              | 8 вересня 1988 (вік 35 років)    | 59   | 3    | Бандирмаспор           |
|    |      |                    |                                  |      |      |                        |
| 6  | ПЗ   | Амаду              | 3 грудня 1996 (вік 27 років)     | 26   | 0    | Ферроваріу ді Бейра    |
| 7  | ПЗ   | Домінгеш (капітан) | 13 листопада 1983 (вік 40 років) | 106  | 16   | Сонго                  |
| 11 | ПЗ   | Жуан Бонде         | 9 січня 1997 (вік 27 років)      | 12   | 0    | Ферроваріу ді Бейра    |
| 21 | ПЗ   | Гіма               | 14 листопада 1995 (вік 28 років) | 5    | 1    | Шавеш                  |
| 23 | ПЗ   | Шакіл              | 24 листопада 1997 (вік 26 років) | 36   | 0    | Ферроваріу ді Мапуту   |
|    |      |                    |                                  |      |      |                        |
| 8  | НП   | Лау Кінг           | 4 вересня 1995 (вік 28 років)    | 18   | 3    | Саграда Есперанса      |
| 10 | НП   | Клезіу             | 11 жовтня 1994 (вік 29 років)    | 47   | 8    | Гонка                  |
| 13 | НП   | Стенлі Ратіфу      | 5 грудня 1994 (вік 29 років)     | 25   | 4    | Пфорцгайм              |
| 18 | НП   | Жилду              | 31 січня 1995 (вік 28 років)     | 31   | 3    | Спортінг (Ковілья)     |
| 19 | НП   | Віті               | 26 серпня 1996 (вік 27 років)    | 34   | 3    | Насіунал               |
| 20 | НП   | Жені Катаму        | 26 січня 2001 (вік 22 роки)      | 20   | 5    | Спортінг (Лісабон)     |

## Група C

### Сенегал
Попередня заявка збірної Сенегалу з 55 гравців була оприлюднена КАФ 20 грудня 2023 року. Остаточну заявку з 27 гравців було оголошено 29 грудня 2023 року. 9 січня 2024 року Сені Дьєнг і Булай Діа відмовились від участі через травму, їх замінили Альфред Гоміс і Бамба Дьєнг.
Головний тренер: Аліу Сіссе.
| №  | Поз. | Гравець                   | Дата народження (вік)            | Ігри | Голи | Клуб              |
| -- | ---- | ------------------------- | -------------------------------- | ---- | ---- | ----------------- |
| 1  | ВР   | Альфред Гоміс             | 23 листопада 1994 (вік 29 років) | 13   | 0    | Лор'ян            |
| 16 | ВР   | Едуар Менді               | 1 березня 1992 (вік 31 рік)      | 32   | 0    | Аль-Аглі          |
| 23 | ВР   | Морі Діав                 | 22 червня 1993 (вік 30 років)    | 1    | 0    | Клермон           |
|    |      |                           |                                  |      |      |                   |
| 2  | ЗХ   | Формоз Менді              | 2 січня 2001 (вік 23 роки)       | 5    | 0    | Лор'ян            |
| 3  | ЗХ   | Каліду Кулібалі (капітан) | 20 червня 1991 (вік 32 роки)     | 74   | 1    | Аль-Гіляль        |
| 4  | ЗХ   | Абдулає Сек               | 4 червня 1992 (вік 31 рік)       | 8    | 1    | Маккабі (Хайфа)   |
| 12 | ЗХ   | Фоде Балло-Туре           | 3 січня 1997 (вік 27 років)      | 15   | 0    | Фулгем            |
| 14 | ЗХ   | Ісмаїл Якобс              | 17 серпня 1999 (вік 24 роки)     | 12   | 0    | Монако            |
| 19 | ЗХ   | Мусса Ніакате             | 8 березня 1996 (вік 27 років)    | 7    | 0    | Ноттінгем Форест  |
| 21 | ЗХ   | Юссуф Сабалі              | 5 березня 1993 (вік 30 років)    | 32   | 1    | Реал Бетіс        |
| 22 | ЗХ   | Абду Діалло               | 4 травня 1996 (вік 27 років)     | 26   | 2    | Аль-Арабі         |
| 27 | ЗХ   | Абдулає Ндіає             | 10 квітня 2002 (вік 21 рік)      | 0    | 0    | Труа              |
|    |      |                           |                                  |      |      |                   |
| 5  | ПЗ   | Ідрісса Гує               | 26 вересня 1989 (вік 34 роки)    | 101  | 7    | Евертон           |
| 6  | ПЗ   | Нампаліс Менді            | 23 червня 1992 (вік 31 рік)      | 28   | 0    | Ланс              |
| 8  | ПЗ   | Шейху Куяте               | 21 грудня 1989 (вік 34 роки)     | 85   | 4    | Ноттінгем Форест  |
| 11 | ПЗ   | Пате Сісс                 | 16 березня 1994 (вік 29 років)   | 12   | 0    | Райо Вальєкано    |
| 15 | ПЗ   | Крепен Діатта             | 25 лютого 1999 (вік 24 роки)     | 37   | 2    | Монако            |
| 17 | ПЗ   | Пап Матар Сарр            | 14 вересня 2002 (вік 21 рік)     | 18   | 1    | Тоттенгем Готспур |
| 25 | ПЗ   | Ламін Камара              | 1 січня 2004 (вік 20 років)      | 17   | 5    | Мец               |
| 26 | ПЗ   | Пап Геє                   | 24 січня 1999 (вік 24 роки)      | 17   | 0    | Олімпік (Марсель) |
|    |      |                           |                                  |      |      |                   |
| 7  | НП   | Ніколя Джексон            | 20 червня 2001 (вік 22 роки)     | 6    | 0    | Челсі             |
| 9  | НП   | Бамба Дьєнг               | 23 березня 2000 (вік 23 роки)    | 26   | 6    | Лор'ян            |
| 10 | НП   | Садіо Мане                | 10 квітня 1992 (вік 31 рік)      | 98   | 39   | Ан-Наср           |
| 13 | НП   | Іліман Ндіає              | 6 березня 2000 (вік 23 роки)     | 11   | 1    | Олімпік (Марсель) |
| 18 | НП   | Ісмаїла Сарр              | 25 лютого 1998 (вік 25 років)    | 55   | 11   | Олімпік (Марсель) |
| 20 | НП   | Хабіб Діалло              | 18 червня 1995 (вік 28 років)    | 21   | 4    | Аш-Шабаб          |
| 24 | НП   | Абдалла Сіма              | 17 червня 2001 (вік 22 роки)     | 4    | 0    | Рейнджерс         |

### Камерун
Попередня заявка збірної Камеруну з 49 гравців була оприлюднена КАФ 20 грудня 2023 року. Остаточну заявку з 27 гравців було оголошено 28 грудня 2023 року. 4 січня 2024 року Франсуа Мюге відмовився від участі в турнірі, його замінив Мумі Нгамало.
Головний тренер: Рігобер Сонг
| №  | Поз. | Гравець                   | Дата народження (вік)            | Ігри | Голи | Клуб              |
| -- | ---- | ------------------------- | -------------------------------- | ---- | ---- | ----------------- |
| 1  | ВР   | Фабріс Ондоа              | 24 грудня 1995 (вік 28 років)    | 48   | 0    | Нім               |
| 16 | ВР   | Девіс Епассі              | 2 лютого 1993 (вік 30 років)     | 9    | 0    | Абха              |
| 23 | ВР   | Сімон Нгапандуетнбу       | 12 квітня 2003 (вік 20 років)    | 0    | 0    | Олімпік (Марсель) |
| 24 | ВР   | Андре Онана               | 2 квітня 1996 (вік 27 років)     | 37   | 0    | Манчестер Юнайтед |
|    |      |                           |                                  |      |      |                   |
| 2  | ЗХ   | Гарольд Мукуді            | 27 листопада 1997 (вік 26 років) | 14   | 0    | АЕК (Афіни)       |
| 4  | ЗХ   | Крістофер Ву              | 18 вересня 2001 (вік 22 роки)    | 8    | 1    | Ренн              |
| 5  | ЗХ   | Нугу Толо                 | 23 червня 1997 (вік 26 років)    | 26   | 0    | Сіетл Саундерз    |
| 14 | ЗХ   | Жуніор Чамадьо            | 22 грудня 2003 (вік 20 років)    | 2    | 0    | Сток Сіті         |
| 15 | ЗХ   | Умар Гонсалес             | 25 лютого 1998 (вік 25 років)    | 6    | 0    | Ар-Раїд           |
| 18 | ЗХ   | Дарлен Йонгва             | 21 вересня 2000 (вік 23 роки)    | 5    | 0    | Лор'ян            |
| 21 | ЗХ   | Жан-Шарль Кастеллетто     | 26 січня 1995 (вік 28 років)     | 22   | 1    | Нант              |
| 25 | ЗХ   | Мальком Бокеле            | 12 лютого 2000 (вік 23 роки)     | 2    | 0    | Бордо             |
| 26 | ЗХ   | Енцо Чато                 | 23 листопада 2002 (вік 21 рік)   | 1    | 0    | Монпельє          |
|    |      |                           |                                  |      |      |                   |
| 6  | ПЗ   | Олів'є Кемен              | 20 липня 1996 (вік 27 років)     | 4    | 1    | Кайсеріспор       |
| 8  | ПЗ   | Андре-Франк Замбо-Ангісса | 16 листопада 1995 (вік 28 років) | 51   | 5    | Наполі            |
| 17 | ПЗ   | Іван Нею                  | 3 січня 1997 (вік 27 років)      | 6    | 0    | Леганес           |
| 20 | ПЗ   | Бенджамін Елліотт         | 5 листопада 2002 (вік 21 рік)    | 4    | 0    | Редінг            |
| 22 | ПЗ   | Олів'є Нчам               | 9 лютого 1996 (вік 27 років)     | 9    | 1    | Самсунспор        |
| 27 | ПЗ   | Вілфрід Натан Дуалла      | 15 травня 2006 (вік 17 років)    | 0    | 0    | Вікторія Юнайтед  |
|    |      |                           |                                  |      |      |                   |
| 3  | НП   | Мумі Нгамало              | 9 липня 1994 (вік 29 років)      | 50   | 4    | Динамо (Москва)   |
| 7  | НП   | Клінтон Нж'є              | 15 серпня 1993 (вік 30 років)    | 44   | 10   | Сівасспор         |
| 9  | НП   | Франк Магрі               | 4 вересня 1999 (вік 24 роки)     | 4    | 1    | Тулуза            |
| 10 | НП   | Венсан Абубакар (капітан) | 22 січня 1992 (вік 31 рік)       | 98   | 37   | Бешикташ          |
| 11 | НП   | Жорж-Кевін Н'Куду         | 13 лютого 1995 (вік 28 років)    | 6    | 1    | Дамак             |
| 12 | НП   | Карл Токо Екамбі          | 14 вересня 1992 (вік 31 рік)     | 58   | 13   | Абха              |
| 13 | НП   | Леонель Крістіан Атеба    | 6 лютого 1999 (вік 24 роки)      | 1    | 0    | Баменда           |
| 19 | НП   | Фаріс Мумбанья            | 1 липня 2000 (вік 23 роки)       | 2    | 0    | Буде-Глімт        |

### Гвінея
Попередня заявка збірної Гвінеї з 49 гравців була оприлюднена КАФ 20 грудня 2023 року. Остаточну заявку з 25 гравців було оголошено 22 грудня 2023 року.
Головний тренер: Каба Діавара
| №  | Поз. | Гравець              | Дата народження (вік)            | Ігри | Голи | Клуб               |
| -- | ---- | -------------------- | -------------------------------- | ---- | ---- | ------------------ |
| 1  | ВР   | Алі Кейта            | 8 грудня 1986 (вік 37 років)     | 24   | 0    | Естерсунд          |
| 16 | ВР   | Мусса Камара         | 27 листопада 1998 (вік 25 років) | 21   | 0    | Гороя              |
| 22 | ВР   | Ібрагім Коне         | 5 грудня 1989 (вік 34 роки)      | 19   | 0    | Гіберніанс         |
|    |      |                      |                                  |      |      |                    |
| 2  | ЗХ   | Антуан Конте         | 29 січня 1994 (вік 29 років)     | 11   | 0    | Ботев (Пловдив)    |
| 3  | ЗХ   | Іссіага Сілла        | 1 січня 1994 (вік 30 років)      | 73   | 3    | Монпельє           |
| 4  | ЗХ   | Саїду Сов            | 4 липня 2002 (вік 21 рік)        | 21   | 1    | Страсбур           |
| 5  | ЗХ   | Муктар Діакабі       | 19 грудня 1996 (вік 27 років)    | 9    | 1    | Валенсія           |
| 12 | ЗХ   | Ібрагім Діакіте      | 31 серпня 2003 (вік 20 років)    | 3    | 0    | Реймс              |
| 13 | ЗХ   | Мохамед Алі Камара   | 28 серпня 1997 (вік 26 років)    | 21   | 0    | Янг Бойз           |
| 14 | ЗХ   | Карім Сіссе          | 14 листопада 2004 (вік 19 років) | 3    | 0    | Сент-Етьєн         |
| 15 | ЗХ   | Сейдуба Сіссе        | 10 лютого 2001 (вік 22 роки)     | 11   | 1    | Леганес            |
| 17 | ЗХ   | Жуліан Жанв'є        | 31 березня 1992 (вік 31 рік)     | 8    | 0    | Кайсеріспор        |
| 21 | ЗХ   | Секу Сілла           | 9 січня 1999 (вік 25 років)      | 6    | 0    | Камбюр             |
|    |      |                      |                                  |      |      |                    |
| 6  | ПЗ   | Амаду Діавара        | 17 липня 1997 (вік 26 років)     | 37   | 0    | Андерлехт          |
| 8  | ПЗ   | Набі Кейта (капітан) | 10 лютого 1995 (вік 28 років)    | 53   | 12   | Вердер             |
| 18 | ПЗ   | Агібу Камара         | 20 травня 2001 (вік 22 роки)     | 23   | 3    | Атромітос          |
| 20 | ПЗ   | Морі Конате          | 15 листопада 1993 (вік 30 років) | 8    | 0    | Мехелен            |
| 23 | ПЗ   | Абдулай Туре         | 3 березня 1994 (вік 29 років)    | 4    | 0    | Гавр               |
|    |      |                      |                                  |      |      |                    |
| 7  | НП   | Морган Гілавогі      | 10 березня 1998 (вік 25 років)   | 15   | 2    | Ланс               |
| 9  | НП   | Серу Гірассі         | 12 березня 1996 (вік 27 років)   | 12   | 3    | Штутгарт           |
| 10 | НП   | Ілайш Моріба         | 19 січня 2003 (вік 20 років)     | 19   | 1    | РБ Лейпциг         |
| 11 | НП   | Мохамед Байо         | 4 червня 1998 (вік 25 років)     | 18   | 4    | Гавр               |
| 19 | НП   | Франсуа Камано       | 2 травня 1996 (вік 27 років)     | 46   | 8    | Абха               |
| 24 | НП   | Хосе Канте           | 27 вересня 1990 (вік 33 роки)    | 28   | 4    | Урава Ред Даймондс |
| 25 | НП   | Фасіне Конте         | 24 березня 2005 (вік 18 років)   | 0    | 0    | Бастія             |

### Гамбія
Попередня заявка збірної Гамбії з 43 гравців була оприлюднена КАФ 20 грудня 2023 року. Остаточну заявку з 27 гравців було оголошено 5 січня 2024 року.
Головний тренер:  Том Сайнтфіт
| №  | Поз. | Гравець              | Дата народження (вік)            | Ігри | Голи | Клуб              |
| -- | ---- | -------------------- | -------------------------------- | ---- | ---- | ----------------- |
| 1  | ВР   | Моду Джобе           | 27 жовтня 1988 (вік 35 років)    | 30   | 0    | Мусанзе           |
| 18 | ВР   | Бабукар Гає          | 24 лютого 1998 (вік 25 років)    | 18   | 0    | Локомотив (Софія) |
| 22 | ВР   | Ламін Сарр           | 11 березня 2001 (вік 22 роки)    | 0    | 0    | Ескільсмінне      |
|    |      |                      |                                  |      |      |                   |
| 4  | ЗХ   | Дауда Нгум           | 2 вересня 1990 (вік 33 роки)     | 21   | 0    | Аріана            |
| 5  | ЗХ   | Омар Коллі (капітан) | 24 жовтня 1992 (вік 31 рік)      | 47   | 1    | Бешикташ          |
| 12 | ЗХ   | Джеймс Гомес         | 14 листопада 2001 (вік 22 роки)  | 16   | 1    | Спарта (Прага)    |
| 13 | ЗХ   | Ібу Турай            | 24 грудня 1994 (вік 29 років)    | 20   | 0    | Стокпорт Каунті   |
| 14 | ЗХ   | Ноа Сонко Сундберг   | 6 червня 1996 (вік 27 років)     | 17   | 0    | Лудогорець        |
| 15 | ЗХ   | Джейкоб Менді        | 27 грудня 1996 (вік 27 років)    | 1    | 0    | Рексем            |
| 17 | ЗХ   | Сайді Янко           | 22 жовтня 1995 (вік 28 років)    | 8    | 0    | Янг Бойз          |
| 21 | ЗХ   | Мухаммед Санне       | 19 лютого 2000 (вік 23 роки)     | 9    | 0    | Влашим            |
| 25 | ЗХ   | Бубакар Санне        | 14 листопада 1994 (вік 29 років) | 38   | 1    | Звієзда 09        |
|    |      |                      |                                  |      |      |                   |
| 2  | ПЗ   | Хамза Баррі          | 3 травня 1994 (вік 29 років)     | 24   | 1    | Вайле             |
| 6  | ПЗ   | Сулайман Маррех      | 15 січня 1996 (вік 27 років)     | 35   | 1    | вільний агент     |
| 8  | ПЗ   | Ебу Адамс            | 15 січня 1996 (вік 27 років)     | 14   | 0    | Кардіфф Сіті      |
| 16 | ПЗ   | Аласана Манне        | 8 квітня 1998 (вік 25 років)     | 10   | 0    | Оденсе            |
| 24 | ПЗ   | Ебріма Дарбо         | 6 червня 2001 (вік 22 роки)      | 13   | 0    | ЛАСК              |
| 27 | ПЗ   | Юсуфа Бобб           | 22 червня 1996 (вік 27 років)    | 19   | 0    | Кавкаб            |
|    |      |                      |                                  |      |      |                   |
| 3  | НП   | Аблі Джеллоу         | 14 листопада 1998 (вік 25 років) | 30   | 7    | Мец               |
| 7  | НП   | Алью Фадера          | 3 листопада 2001 (вік 22 роки)   | 4    | 0    | Генк              |
| 9  | НП   | Ассан Сісей          | 17 березня 1994 (вік 29 років)   | 39   | 13   | Дамк              |
| 10 | НП   | Муса Барроу          | 14 листопада 1998 (вік 25 років) | 34   | 5    | Ат-Таавун         |
| 11 | НП   | Абдулі Саньянг       | 8 травня 1999 (вік 24 роки)      | 13   | 0    | Гренобль          |
| 19 | НП   | Ебріма Коллі         | 1 лютого 2000 (вік 23 роки)      | 22   | 1    | Янг Бойз          |
| 20 | НП   | Янкуба Мінте         | 22 липня 2004 (вік 19 років)     | 2    | 1    | Феєнорд           |
| 23 | НП   | Мухаммед Бадамосі    | 27 грудня 1998 (вік 25 років)    | 19   | 2    | Аль-Хазм          |
| 26 | НП   | Алі Соуе             | 14 червня 1994 (вік 29 років)    | 9    | 0    | Анкарагюджю       |

## Група D

### Алжир
Попередня заявка збірної Алжиру з 50 гравців була оприлюднена КАФ 20 грудня 2023 року. Остаточну заявку з 26 гравців було оголошено 29 грудня 2023 року. 1 січня 2024 року Амін Гуїрі залишив розташування команди через травму, а його замінив Мустафа Зеґба
Головний тренер: Джамель Бельмаді
| №  | Поз. | Гравець               | Дата народження (вік)            | Ігри | Голи | Клуб                    |
| -- | ---- | --------------------- | -------------------------------- | ---- | ---- | ----------------------- |
| 1  | ВР   | Мустафа Зеґба         | 21 листопада 1990 (вік 33 роки)  | 7    | 0    | Дамак                   |
| 16 | ВР   | Антоні Мандреа        | 25 грудня 1996 (вік 27 років)    | 11   | 0    | Кан                     |
| 23 | ВР   | Раїс М'Болі           | 25 квітня 1986 (вік 37 років)    | 96   | 0    | Белуїздад               |
| 26 | ВР   | Уссама Бенбот         | 11 жовтня 1994 (вік 29 років)    | 0    | 0    | УСМ Алжир               |
|    |      |                       |                                  |      |      |                         |
| 2  | ЗХ   | Аїсса Манді           | 22 жовтня 1991 (вік 32 роки)     | 89   | 4    | Вільярреал              |
| 3  | ЗХ   | Кевін Ван Ден Керхоф  | 14 березня 1996 (вік 27 років)   | 5    | 0    | Мец                     |
| 4  | ЗХ   | Мохамед Туґай         | 22 січня 2000 (вік 23 роки)      | 13   | 1    | Есперанс (Туніс)        |
| 5  | ЗХ   | Ахмед Туба            | 13 березня 1998 (вік 25 років)   | 13   | 1    | Лечче                   |
| 15 | ЗХ   | Раян Аїт-Нурі         | 6 червня 2001 (вік 22 роки)      | 5    | 0    | Вулвергемптон Вондерерз |
| 20 | ЗХ   | Юсеф Аталь            | 17 травня 1996 (вік 27 років)    | 35   | 2    | Ніцца                   |
| 21 | ЗХ   | Рамі Бенсебаїні       | 16 квітня 1995 (вік 28 років)    | 59   | 6    | Боруссія (Дортмунд)     |
| 24 | ЗХ   | Зінеддін Белаїд       | 20 березня 1999 (вік 24 роки)    | 7    | 0    | УСМ Алжир               |
| 25 | ЗХ   | Яссер Ларусі          | 1 січня 2001 (вік 23 роки)       | 2    | 0    | Шеффілд Юнайтед         |
|    |      |                       |                                  |      |      |                         |
| 6  | ПЗ   | Раміз Зеррукі         | 26 травня 1998 (вік 25 років)    | 28   | 3    | Феєнорд                 |
| 10 | ПЗ   | Соф'ян Фегулі         | 26 грудня 1989 (вік 34 роки)     | 81   | 19   | Фатіх Карагюмрюк        |
| 11 | ПЗ   | Уссем Ауар            | 30 червня 1998 (вік 25 років)    | 6    | 2    | Рома                    |
| 14 | ПЗ   | Гішам Будауї          | 23 вересня 1999 (вік 24 роки)    | 16   | 0    | Ніцца                   |
| 17 | ПЗ   | Фарес Шаїбі           | 28 листопада 2002 (вік 21 рік)   | 10   | 2    | Айнтрахт (Франкфурт)    |
| 19 | ПЗ   | Набіль Бенталеб       | 24 листопада 1994 (вік 29 років) | 45   | 5    | Лілль                   |
| 22 | ПЗ   | Ісмаель Беннасер      | 1 грудня 1997 (вік 26 років)     | 47   | 2    | Мілан                   |
|    |      |                       |                                  |      |      |                         |
| 7  | НП   | Ріяд Махрез (капітан) | 21 лютого 1991 (вік 32 роки)     | 90   | 31   | Аль-Аглі                |
| 8  | НП   | Юсеф Белаїлі          | 14 березня 1992 (вік 31 рік)     | 50   | 9    | МК Алжир                |
| 9  | НП   | Багдад Бунеджах       | 24 листопада 1991 (вік 32 роки)  | 63   | 27   | Ас-Садд                 |
| 12 | НП   | Адам Унас             | 11 листопада 1996 (вік 27 років) | 24   | 5    | Лілль                   |
| 13 | НП   | Іслам Слімані         | 18 червня 1988 (вік 35 років)    | 98   | 45   | Куритиба                |
| 18 | НП   | Мохамед Амура         | 9 травня 2000 (вік 23 роки)      | 20   | 6    | Юніон                   |

### Буркіна-Фасо
Попередня заявка збірної Буркіна-Фасо з 54 гравців була оприлюднена КАФ 20 грудня 2023 року. Остаточну заявку з 27 гравців було оголошено 28 грудня 2023 року.
Головний тренер:  Юбер Велю
| №  | Поз. | Гравець                  | Дата народження (вік)           | Ігри | Голи | Клуб            |
| -- | ---- | ------------------------ | ------------------------------- | ---- | ---- | --------------- |
| 1  | ВР   | Іллель Конате            | 28 грудня 1994 (вік 29 років)   | 2    | 0    | Валансьєн       |
| 16 | ВР   | Ерве Коффі               | 16 жовтня 1996 (вік 27 років)   | 52   | 0    | Шарлеруа        |
| 23 | ВР   | Кіліан Нікієма           | 22 червня 2003 (вік 20 років)   | 4    | 0    | АДО Ден Гаг     |
| 27 | ВР   | Себас Кула               | 1 грудня 2004 (вік 19 років)    | 0    | 0    | Сабадель        |
|    |      |                          |                                 |      |      |                 |
| 3  | ЗХ   | Абдул Гібре              | 17 липня 1997 (вік 26 років)    | 11   | 0    | Модена          |
| 4  | ЗХ   | Адамо Нагало             | 22 вересня 2002 (вік 21 рік)    | 8    | 0    | Норшелланн      |
| 5  | ЗХ   | Нассер Джига             | 15 листопада 2002 (вік 21 рік)  | 2    | 0    | Црвена Звезда   |
| 9  | ЗХ   | Ісса Каборе              | 12 травня 2001 (вік 22 роки)    | 35   | 1    | Лутон Таун      |
| 12 | ЗХ   | Едмонд Тапсоба           | 2 лютого 1999 (вік 24 роки)     | 37   | 1    | Баєр 04         |
| 14 | ЗХ   | Іссуфу Дайо              | 6 серпня 1991 (вік 32 роки)     | 71   | 8    | Беркан          |
| 21 | ЗХ   | Валентен Нума            | 14 лютого 2000 (вік 23 роки)    | 5    | 0    | Сент-Елуа Еполо |
| 25 | ЗХ   | Стів Яго                 | 16 грудня 1992 (вік 31 рік)     | 74   | 1    | Аріс (Лімасол)  |
|    |      |                          |                                 |      |      |                 |
| 6  | ПЗ   | Саша Бансе               | 16 березня 2001 (вік 22 роки)   | 0    | 0    | Валансьєн       |
| 17 | ПЗ   | Стефан Азіз Кі           | 6 березня 1996 (вік 27 років)   | 11   | 2    | Янг Афріканс    |
| 18 | ПЗ   | Ісмаїла Уедраого         | 5 листопада 1999 (вік 24 роки)  | 20   | 0    | Пансерраїкос    |
| 20 | ПЗ   | Густаво Сангаре          | 8 листопада 1996 (вік 27 років) | 29   | 1    | Кевії-Руан      |
| 22 | ПЗ   | Блаті Туре               | 4 серпня 1994 (вік 29 років)    | 42   | 2    | Пірамідс        |
| 24 | ПЗ   | Адама Гіра               | 24 квітня 1988 (вік 35 років)   | 47   | 0    | Расінг (Ріоха)  |
| 26 | ПЗ   | Драман Салу              | 22 травня 1998 (вік 25 років)   | 6    | 0    | Урарту          |
|    |      |                          |                                 |      |      |                 |
| 2  | НП   | Джибріль Уаттара         | 19 вересня 1999 (вік 24 роки)   | 11   | 1    | Ренесанс Беркан |
| 7  | НП   | Данго Уаттара            | 11 лютого 2002 (вік 21 рік)     | 18   | 7    | Борнмут         |
| 8  | НП   | Седрік Бадоло            | 4 листопада 1998 (вік 25 років) | 12   | 0    | Шериф           |
| 10 | НП   | Бертран Траоре (капітан) | 6 вересня 1995 (вік 28 років)   | 73   | 16   | Астон Вілла     |
| 11 | НП   | Мамаді Бангре            | 15 червня 2001 (вік 22 роки)    | 6    | 0    | Тулуза          |
| 13 | НП   | Мохамед Конате           | 12 грудня 1997 (вік 26 років)   | 21   | 3    | Ахмат           |
| 15 | НП   | Абдул Тапсоба            | 23 серпня 2001 (вік 22 роки)    | 23   | 5    | Ам'єн           |
| 19 | НП   | Хассан Банде             | 30 жовтня 1998 (вік 25 років)   | 24   | 2    | ГІК             |

### Мавританія
Попередня заявка збірної Мавританії з 42 гравців була оприлюднена КАФ 20 грудня 2023 року. Остаточну заявку з 27 гравців було оголошено 25 грудня 2023 року.
Воротар Бабакар Діоп отримав травму, його замінив М'Баке Н'Діай.
Головний тренер:  Амір Абду
| №  | Поз. | Гравець             | Дата народження (вік)            | Ігри | Голи | Клуб                   |
| -- | ---- | ------------------- | -------------------------------- | ---- | ---- | ---------------------- |
| 1  | ВР   | Наморі Діав         | 30 грудня 1994 (вік 29 років)    | 24   | 0    | Тевраг Зейна           |
| 16 | ВР   | Бабакар Ньяссе      | 20 грудня 1996 (вік 27 років)    | 14   | 0    | Генгам                 |
| 22 | ВР   | М'Баке Н'Діає       | 19 грудня 1994 (вік 29 років)    | 5    | 0    | Нуакшот Кінгз          |
|    |      |                     |                                  |      |      |                        |
| 2  | ЗХ   | Хадім Діав          | 7 липня 1998 (вік 25 років)      | 7    | 0    | Аль-Гіляль (Омдурман)  |
| 3  | ЗХ   | Алі Абейд (капітан) | 11 грудня 1997 (вік 26 років)    | 58   | 3    | УТА                    |
| 5  | ЗХ   | Ламін Ба            | 24 серпня 1997 (вік 26 років)    | 7    | 1    | Вараждин               |
| 13 | ЗХ   | Нух Мохамед Ель-Абд | 24 грудня 2000 (вік 23 роки)     | 10   | 1    | Нуадібу                |
| 14 | ЗХ   | Мохамед Ялі         | 1 листопада 1997 (вік 26 років)  | 66   | 2    | Аль-Худуд              |
| 20 | ЗХ   | Ібрагіма Кейта      | 8 листопада 2001 (вік 22 роки)   | 15   | 0    | ТП Мазембе             |
| 21 | ЗХ   | Хассан Хубейб       | 31 жовтня 1993 (вік 30 років)    | 19   | 1    | Аль-Завраа             |
| 24 | ЗХ   | Бакарі Н'Діає       | 26 листопада 1998 (вік 25 років) | 41   | 1    | Аль-Кува Аль-Джавія    |
|    |      |                     |                                  |      |      |                        |
| 4  | ПЗ   | Омаре Гассама       | 1 жовтня 1995 (вік 28 років)     | 4    | 0    | Шатору                 |
| 6  | ПЗ   | Ґессума Фофана      | 17 грудня 1992 (вік 31 рік)      | 19   | 0    | Докса (Катокопіас)     |
| 7  | ПЗ   | Ель-Хаджі Ба        | 5 березня 1993 (вік 30 років)    | 4    | 0    | Нуадібу                |
| 8  | ПЗ   | Мухсін Бодда        | 18 липня 1997 (вік 26 років)     | 31   | 1    | Нуадібу                |
| 12 | ПЗ   | Бакарі Камара       | 4 січня 1994 (вік 30 років)      | 4    | 0    | Вільфранш              |
| 17 | ПЗ   | Абдаллахі Махмуд    | 4 травня 2000 (вік 23 роки)      | 30   | 1    | Беллінцона             |
| 18 | ПЗ   | Сіді Ахмед Ель-Абд  | 5 травня 2001 (вік 22 роки)      | 0    | 0    | Нуакшот Кінгз          |
| 26 | ПЗ   | Умар Нгом           | 9 березня 2004 (вік 19 років)    | 0    | 0    | По                     |
|    |      |                     |                                  |      |      |                        |
| 9  | НП   | Гемея Танджі        | 1 травня 1998 (вік 25 років)     | 40   | 7    | Аль-Іттіхад (Тріполі)  |
| 10 | НП   | Ідрісса Тіам        | 2 вересня 2000 (вік 23 роки)     | 23   | 1    | Аль-Месаймір           |
| 11 | НП   | Сулейман Анне       | 5 грудня 1997 (вік 26 років)     | 10   | 1    | Дейнзе                 |
| 15 | НП   | Сулейман Дукара     | 29 вересня 1991 (вік 32 роки)    | 8    | 0    | Магуша Тюрк Гючю       |
| 19 | НП   | Абубакарі Койта     | 20 вересня 1998 (вік 25 років)   | 3    | 0    | Сінт-Трейден           |
| 23 | НП   | Сіді Буна Амар      | 31 грудня 1998 (вік 25 років)    | 9    | 0    | Нуадібу                |
| 25 | НП   | Папе Ібну Ба        | 5 січня 1993 (вік 31 рік)        | 17   | 2    | Конкарно               |
| 27 | НП   | Абубакар Камара     | 7 березня 1995 (вік 28 років)    | 19   | 8    | Аль-Джазіра (Абу-Дабі) |

### Ангола
Попередня заявка збірної Анголи з 55 гравців була оприлюднена КАФ 20 грудня 2023 року. 17 грудня 2023 року Ангольська федерація футболу оголосила остаточну заявку з 23 гравців, хоча 5 січня 2024 року КАФ оголосила заявку з 27 гравців. 1 січня 2024 року М'Бала Нзола відмовився від участі через сімейні обставини, його замінив Жілберту.
Головний тренер:  Педру Гонсалвіш
| №  | Поз. | Гравець          | Дата народження (вік)            | Ігри | Голи | Клуб                      |
| -- | ---- | ---------------- | -------------------------------- | ---- | ---- | ------------------------- |
| 1  | ВР   | Антоніу Домінік  | 25 липня 1994 (вік 29 років)     | 12   | 0    | Етуаль (Каруж)            |
| 12 | ВР   | Каду             | 30 листопада 1994 (вік 29 років) | 3    | 0    | Олівейра Ошпітал          |
| 22 | ВР   | Неблу            | 16 грудня 1993 (вік 30 років)    | 21   | 0    | Примейру де Агошту        |
| 24 | ВР   | Желсон           | 8 липня 1999 (вік 24 роки)       | 0    | 0    | Інтерклуб                 |
|    |      |                  |                                  |      |      |                           |
| 2  | ЗХ   | Нуріу Фортуна    | 24 березня 1995 (вік 28 років)   | 12   | 0    | Гент                      |
| 3  | ЗХ   | Джонатан Буату   | 27 вересня 1993 (вік 30 років)   | 39   | 1    | Валансьєн                 |
| 5  | ЗХ   | Кініту           | 13 березня 1998 (вік 25 років)   | 16   | 0    | Петру Атлетіку            |
| 6  | ЗХ   | Кіалонда Гашпар  | 27 вересня 1997 (вік 26 років)   | 25   | 1    | Ештрела (Амадора)         |
| 13 | ЗХ   | Аугушту Карнейру | 5 листопада 1995 (вік 28 років)  | 32   | 1    | Петру Атлетіку            |
| 14 | ЗХ   | Лойде Аугушту    | 26 лютого 2000 (вік 23 роки)     | 5    | 1    | Аланіяспор                |
| 21 | ЗХ   | Едді Афонсу      | 7 березня 1994 (вік 29 років)    | 25   | 0    | Петру Атлетіку            |
| 25 | ЗХ   | Інасіу Мігел     | 12 грудня 1995 (вік 28 років)    | 5    | 0    | Петру Атлетіку            |
|    |      |                  |                                  |      |      |                           |
| 4  | ПЗ   | Мануел Келіану   | 6 січня 2003 (вік 21 рік)        | 5    | 0    | Ештрела (Амадора)         |
| 8  | ПЗ   | Бені Мукенді     | 21 травня 2002 (вік 21 рік)      | 2    | 0    | Каза Пія                  |
| 16 | ПЗ   | Фреді (капітан)  | 27 березня 1990 (вік 33 роки)    | 46   | 2    | Еюпспор                   |
| 17 | ПЗ   | Бруну Паз        | 23 квітня 1998 (вік 25 років)    | 4    | 0    | Коньяспор                 |
| 20 | ПЗ   | Ештрела          | 22 вересня 1995 (вік 28 років)   | 13   | 0    | Ерзурумспор               |
| 23 | ПЗ   | Шоу              | 6 березня 1999 (вік 24 роки)     | 34   | 1    | Маккабі (Хайфа)           |
|    |      |                  |                                  |      |      |                           |
| 7  | НП   | Жілберту         | 10 березня 2001 (вік 22 роки)    | 9    | 2    | Петру Атлетіку            |
| 9  | НП   | Зіні             | 3 липня 2002 (вік 21 рік)        | 14   | 4    | АЕК (Афіни)               |
| 10 | НП   | Желсон Дала      | 13 липня 1996 (вік 27 років)     | 34   | 14   | Аль-Вакра                 |
| 11 | НП   | Фелісіу Мілсон   | 12 жовтня 1999 (вік 24 роки)     | 6    | 1    | Маккабі (Тель-Авів)       |
| 15 | НП   | Зіту Лувумбу     | 9 березня 2002 (вік 21 рік)      | 10   | 0    | Кальярі                   |
| 18 | НП   | Жеремі Бела      | 8 квітня 1993 (вік 30 років)     | 1    | 0    | Клермон                   |
| 19 | НП   | Мабулулу         | 10 вересня 1989 (вік 34 роки)    | 23   | 5    | Аль-Іттіхад (Александрія) |
| 26 | НП   | Депу             | 8 січня 2000 (вік 24 роки)       | 3    | 2    | Жил Вісенте               |
| 27 | НП   | Шику Банза       | 17 грудня 1998 (вік 25 років)    | 6    | 0    | Анортосіс                 |

## Група E

### Туніс
Попередня заявка збірної Тунісу з 55 гравців була оприлюднена КАФ 20 грудня 2023 року. Остаточну заявку з 27 гравців було оголошено 28 грудня 2023 року. 3 січня 2024 року Муртаза Бен Уанес відмовився від участі через особисті обставини, його замінив Сейфеддін Джазірі.
Головний тренер: Джалель Кадрі.
| №  | Поз. | Гравець                | Дата народження (вік)           | Ігри | Голи | Клуб                 |
| -- | ---- | ---------------------- | ------------------------------- | ---- | ---- | -------------------- |
| 1  | ВР   | Муез Хассен            | 5 березня 1995 (вік 28 років)   | 21   | 0    | Клуб Африкен         |
| 16 | ВР   | Аймен Дахмен           | 28 січня 1997 (вік 26 років)    | 15   | 0    | Аль-Хазм             |
| 22 | ВР   | Бешір Бен Саїд         | 29 листопада 1992 (вік 31 рік)  | 13   | 0    | Монастір             |
|    |      |                        |                                 |      |      |                      |
| 2  | ЗХ   | Алі Абді               | 20 грудня 1993 (вік 30 років)   | 22   | 2    | Кан                  |
| 3  | ЗХ   | Монтассар Талбі        | 26 травня 1998 (вік 25 років)   | 36   | 2    | Лор'ян               |
| 4  | ЗХ   | Яссін Меріах           | 2 липня 1993 (вік 30 років)     | 75   | 4    | Есперанс (Туніс)     |
| 12 | ЗХ   | Алі Маалул             | 1 січня 1990 (вік 34 роки)      | 88   | 3    | Аль-Аглі (Каїр)      |
| 13 | ЗХ   | Хамза Желассі          | 29 вересня 1991 (вік 32 роки)   | 3    | 0    | Етуаль дю Сахель     |
| 15 | ЗХ   | Уссама Хаддаді         | 28 січня 1992 (вік 31 рік)      | 30   | 0    | Гройтер Фюрт         |
| 20 | ЗХ   | Ян Валері              | 22 лютого 1999 (вік 24 роки)    | 7    | 0    | Анже                 |
| 21 | ЗХ   | Важді Кешріда          | 5 листопада 1995 (вік 28 років) | 31   | 0    | Атромітос            |
| 26 | ЗХ   | Алаа Грам              | 24 липня 2001 (вік 22 роки)     | 2    | 0    | Сфаксьєн             |
|    |      |                        |                                 |      |      |                      |
| 5  | ПЗ   | Мохамед Алі Бен Ромдан | 6 вересня 1999 (вік 24 роки)    | 33   | 1    | Ференцварош          |
| 6  | ПЗ   | Хуссем Тка             | 16 серпня 2000 (вік 23 роки)    | 1    | 0    | Есперанс (Туніс)     |
| 8  | ПЗ   | Хамза Рафія            | 22 квітня 1999 (вік 24 роки)    | 25   | 2    | Лечче                |
| 10 | ПЗ   | Аніс Бен Сліман        | 16 березня 2001 (вік 22 роки)   | 31   | 4    | Шеффілд Юнайтед      |
| 14 | ПЗ   | Аїсса Лаїдуні          | 13 грудня 1996 (вік 27 років)   | 39   | 2    | Уніон (Берлін)       |
| 17 | ПЗ   | Ельєс Схірі            | 10 травня 1995 (вік 28 років)   | 61   | 3    | Айнтрахт (Франкфурт) |
| 25 | ПЗ   | Хадж Махмуд            | 24 квітня 2000 (вік 23 роки)    | 0    | 0    | Лугано               |
|    |      |                        |                                 |      |      |                      |
| 7  | НП   | Юссеф Мсакні (капітан) | 28 жовтня 1990 (вік 33 роки)    | 98   | 22   | Аль-Арабі (Доха)     |
| 9  | НП   | Хайтем Жуїні           | 7 травня 1993 (вік 30 років)    | 9    | 2    | Стад Тунізьєн        |
| 11 | НП   | Таха Яссін Хеніссі     | 6 січня 1992 (вік 32 роки)      | 50   | 9    | Аль-Кувейт           |
| 18 | НП   | Сайфулла Лтаєф         | 22 квітня 2000 (вік 23 роки)    | 6    | 0    | Вінтертур            |
| 19 | НП   | Бассем Срарфі          | 25 червня 1997 (вік 26 років)   | 16   | 1    | Клуб Африкен         |
| 23 | НП   | Наїм Сліті             | 27 липня 1992 (вік 31 рік)      | 73   | 14   | Аль-Аглі (Доха)      |
| 24 | НП   | Сейфеддін Джазірі      | 12 лютого 1993 (вік 30 років)   | 31   | 10   | Замалек              |
| 27 | НП   | Еліас Ашурі            | 10 лютого 1999 (вік 24 роки)    | 9    | 0    | Копенгаген           |

### Малі
Попередня заявка збірної Малі з 51 гравця була оприлюднена КАФ 20 грудня 2023 року. Остаточну заявку з 27 гравців було оголошено 2 січня 2024 року. Массадіо Айдара отримав травмв, його замінив Амаду Данте.
Головний тренер: Ерік Шелль.
| №  | Поз. | Гравець                | Дата народження (вік)            | Ігри | Голи | Клуб                    |
| -- | ---- | ---------------------- | -------------------------------- | ---- | ---- | ----------------------- |
| 1  | ВР   | Ісмаель Діавара        | 11 листопада 1994 (вік 29 років) | 7    | 0    | АІК                     |
| 16 | ВР   | Джигі Діарра           | 27 лютого 1995 (вік 28 років)    | 50   | 0    | Янг Афріканс            |
| 22 | ВР   | Абубакар Думбія        | 19 квітня 1995 (вік 28 років)    | 0    | 0    | Африк Футбол Еліт       |
|    |      |                        |                                  |      |      |                         |
| 2  | ЗХ   | Амарі Траоре (капітан) | 27 січня 1992 (вік 31 рік)       | 47   | 1    | Реал Сосьєдад           |
| 3  | ЗХ   | Амаду Данте            | 7 жовтня 2000 (вік 23 роки)      | 6    | 0    | Штурм (Грац)            |
| 5  | ЗХ   | Бубакар Куяте          | 15 квітня 1997 (вік 26 років)    | 25   | 0    | Монпельє                |
| 6  | ЗХ   | Сіку Ніакате           | 10 липня 1999 (вік 24 роки)      | 2    | 0    | Брага                   |
| 13 | ЗХ   | Мусса Діарра           | 10 листопада 2000 (вік 23 роки)  | 1    | 0    | Тулуза                  |
| 15 | ЗХ   | Мамаду Фофана          | 21 січня 1998 (вік 25 років)     | 33   | 1    | Ам'єн                   |
| 17 | ЗХ   | Фалай Сако             | 1 травня 1995 (вік 28 років)     | 32   | 1    | Монпельє                |
|    |      |                        |                                  |      |      |                         |
| 4  | ПЗ   | Амаду Гайдара          | 31 січня 1998 (вік 25 років)     | 35   | 2    | РБ Лейпциг              |
| 8  | ПЗ   | Діаді Самассеку        | 11 січня 1996 (вік 28 років)     | 35   | 1    | Гоффенгайм 1899         |
| 10 | ПЗ   | Ів Біссума             | 30 серпня 1996 (вік 27 років)    | 30   | 3    | Тоттенгем Готспур       |
| 11 | ПЗ   | Лассана Кулібалі       | 10 квітня 1996 (вік 27 років)    | 33   | 0    | Салернітана             |
| 12 | ПЗ   | Мохамед Камара         | 6 січня 2000 (вік 24 роки)       | 18   | 3    | Монако                  |
| 21 | ПЗ   | Адама Траоре           | 28 червня 1995 (вік 28 років)    | 34   | 5    | Галл Сіті               |
| 23 | ПЗ   | Алью Дьєнг             | 15 жовтня 1997 (вік 26 років)    | 27   | 2    | Аль-Аглі (Каїр)         |
| 24 | ПЗ   | Бубакар Траоре         | 20 серпня 2001 (вік 22 роки)     | 1    | 0    | Вулвергемптон Вондерерз |
| 26 | ПЗ   | Каморі Думбія          | 18 лютого 2003 (вік 20 років)    | 4    | 3    | Брест                   |
|    |      |                        |                                  |      |      |                         |
| 7  | НП   | Мусса Думбія           | 15 серпня 1994 (вік 29 років)    | 39   | 5    | Аль-Адалах              |
| 9  | НП   | Ібрагім Сіссоко        | 27 листопада 1995 (вік 28 років) | 13   | 8    | Сент-Етьєн              |
| 14 | НП   | Сіріне Дукуре          | 8 квітня 2002 (вік 21 рік)       | 0    | 0    | Лор'ян                  |
| 18 | НП   | Юссуфу Ніакате         | 16 грудня 1992 (вік 31 рік)      | 1    | 1    | Баніяс                  |
| 19 | НП   | Фуссені Діабате        | 18 жовтня 1995 (вік 28 років)    | 1    | 0    | Лозанна                 |
| 20 | НП   | Секу Койта             | 28 листопада 1999 (вік 24 роки)  | 23   | 4    | Ред Булл (Зальцбург)    |
| 25 | НП   | Лассіне Сінайоко       | 8 грудня 1999 (вік 24 роки)      | 10   | 2    | Осер                    |
| 27 | НП   | Нене Доржелес          | 23 грудня 2002 (вік 21 рік)      | 5    | 0    | Ред Булл (Зальцбург)    |

### ПАР
Попередня заявка збірної ПАР з 50 гравців була оприлюднена 14 грудня 2023 року. Остаточну заявку з 23 гравців, а також трьох резервних гравців (захисник Тапело Ксокі, півзахисник Сібонгісені Мтетва і нападник Еліас Моквана), було оголошено 28 грудня 2023 року.
Головний тренер:  Уго Броос
| №  | Поз. | Гравець                  | Дата народження (вік)            | Ігри | Голи | Клуб               |
| -- | ---- | ------------------------ | -------------------------------- | ---- | ---- | ------------------ |
| 1  | ВР   | Ронвен Вільямс (капітан) | 21 січня 1992 (вік 31 рік)       | 36   | 0    | Мамелоді Сандаунз  |
| 16 | ВР   | Велі Мотва               | 12 лютого 1991 (вік 32 роки)     | 9    | 0    | АмаЗулу            |
| 22 | ВР   | Рікардо Госс             | 2 квітня 1994 (вік 29 років)     | 2    | 0    | Суперспорт Юнайтед |
|    |      |                          |                                  |      |      |                    |
| 2  | ЗХ   | Ньїко Моббі              | 11 вересня 1994 (вік 29 років)   | 22   | 0    | Секхукхуне Юнайтед |
| 3  | ЗХ   | Терренс Машего           | 28 червня 1996 (вік 27 років)    | 5    | 0    | Мамелоді Сандаунз  |
| 5  | ЗХ   | Сіянда Ксулу             | 30 грудня 1991 (вік 32 роки)     | 27   | 1    | Суперспорт Юнайтед |
| 6  | ЗХ   | Обрі Модіба              | 22 липня 1995 (вік 28 років)     | 22   | 3    | Мамелоді Сандаунз  |
| 14 | ЗХ   | Мотобі Мвала             | 14 червня 1994 (вік 29 років)    | 18   | 1    | Мамелоді Сандаунз  |
| 18 | ЗХ   | Ґрант Кекана             | 31 жовтня 1992 (вік 31 рік)      | 8    | 0    | Мамелоді Сандаунз  |
| 19 | ЗХ   | Нкосінаті Сібісі         | 22 вересня 1995 (вік 28 років)   | 8    | 0    | Орландо Пайретс    |
| 20 | ЗХ   | Кулісо Мудау             | 26 квітня 1995 (вік 28 років)    | 7    | 1    | Мамелоді Сандаунз  |
| 24 | ЗХ   | Тапело Ксокі             | 10 квітня 1995 (вік 28 років)    | 0    | 0    | Орландо Пайретс    |
|    |      |                          |                                  |      |      |                    |
| 4  | ПЗ   | Тебого Мокоена           | 24 січня 1997 (вік 26 років)     | 28   | 4    | Мамелоді Сандаунз  |
| 8  | ПЗ   | Джейден Адамс            | 5 травня 2001 (вік 22 роки)      | 3    | 0    | Стелленбос         |
| 12 | ПЗ   | Тапело Масеко            | 11 листопада 2003 (вік 20 років) | 2    | 0    | Мамелоді Сандаунз  |
| 13 | ПЗ   | Сфіфело Сітгоул          | 3 березня 1999 (вік 24 роки)     | 9    | 0    | Тондела            |
| 15 | ПЗ   | Табанг Монаре            | 16 вересня 1989 (вік 34 роки)    | 4    | 0    | Орландо Пайретс    |
| 23 | ПЗ   | Тапело Морена            | 6 серпня 1993 (вік 30 років)     | 16   | 0    | Мамелоді Сандаунз  |
| 25 | ПЗ   | Сібонгісені Мтетва       | 20 вересня 1994 (вік 29 років)   | 9    | 0    | Кайзер Чифс        |
|    |      |                          |                                  |      |      |                    |
| 7  | НП   | Освін Апполліс           | 25 серпня 2001 (вік 22 роки)     | 1    | 0    | Полокване Сіті     |
| 9  | НП   | Евіденс Макгопа          | 5 червня 2000 (вік 23 роки)      | 10   | 3    | Орландо Пайретс    |
| 10 | НП   | Персі Тау                | 13 травня 1994 (вік 29 років)    | 41   | 15   | Аль-Аглі (Каїр)    |
| 11 | НП   | Теба Зване               | 3 серпня 1989 (вік 34 роки)      | 36   | 7    | Мамелоді Сандаунз  |
| 17 | НП   | Закеле Лепаса            | 3 січня 1997 (вік 27 років)      | 11   | 3    | Орландо Пайретс    |
| 21 | НП   | Міглалі Маямбела         | 25 серпня 1996 (вік 27 років)    | 10   | 2    | Аріс (Лімасол)     |
| 26 | НП   | Еліас Моквана            | 8 вересня 1999 (вік 24 роки)     | 0    | 0    | Секхукхуне Юнайтед |

### Намібія
Попередня заявка збірної Намібії з 45 гравців була оприлюднена КАФ 20 грудня 2023 року. Раніше Намібія оприлюднила попередню заявку з 34 гравців 15 грудня 2023 року, яка потім була скорочена до 28 гравців. Остаточну заявку з 23 гравців було оголошено 4 січня 2024 року.
Головний тренер: Коллін Бенджамін
| №  | Поз. | Гравець                  | Дата народження (вік)          | Ігри | Голи | Клуб              |
| -- | ---- | ------------------------ | ------------------------------ | ---- | ---- | ----------------- |
| 1  | ВР   | Ллойд Казапуа            | 25 березня 1989 (вік 34 роки)  | 34   | 0    | Чиппа Юнайтед     |
| 16 | ВР   | Камайжанда Ндісіро       | 1 грудня 1999 (вік 24 роки)    | 3    | 0    | Африкан Старз     |
| 23 | ВР   | Едвард Маова             | 5 вересня 1994 (вік 29 років)  | 13   | 0    | Преторія Калліз   |
|    |      |                          |                                |      |      |                   |
| 2  | ЗХ   | Дензіл Гаосеб            | 25 лютого 1991 (вік 32 роки)   | 82   | 0    | Комас Нампол      |
| 3  | ЗХ   | Ананьяс Гебгардт         | 8 вересня 1988 (вік 35 років)  | 61   | 2    | Барока            |
| 4  | ЗХ   | Ріаан Ганамуб            | 8 лютого 1995 (вік 28 років)   | 36   | 0    | АмаЗулу           |
| 5  | ЗХ   | Чарльз Гамбіра           | 3 червня 1990 (вік 33 роки)    | 26   | 3    | Африкан Старз     |
| 12 | ЗХ   | Кеннеді Амутенья         | 15 липня 1996 (вік 27 років)   | 7    | 0    | Габороне Юнайтед  |
| 18 | ЗХ   | Апросіус Петрус          | 9 жовтня 1999 (вік 24 роки)    | 25   | 0    | Лірія             |
| 20 | ЗХ   | Іван Камберіпа           | 3 лютого 1994 (вік 29 років)   | 26   | 0    | Орапа Юнайтед     |
| 21 | ЗХ   | Лубені Гауконго          | 24 вересня 2000 (вік 23 роки)  | 2    | 0    | Кейптаун Сперс    |
| 22 | ЗХ   | Раян Ньямбе              | 3 грудня 1997 (вік 26 років)   | 12   | 0    | Дербі Каунті      |
|    |      |                          |                                |      |      |                   |
| 6  | ПЗ   | Нгеро Катуа              | 25 липня 2001 (вік 22 роки)    | 5    | 0    | УНАМ              |
| 8  | ПЗ   | Уетууру Камбато          | 24 січня 1998 (вік 25 років)   | 0    | 0    | Африкан Старз     |
| 10 | ПЗ   | Прінс Тжіуеза            | 12 березня 2002 (вік 21 рік)   | 6    | 0    | Лірія             |
| 14 | ПЗ   | Джослін Каматука         | 27 липня 1991 (вік 32 роки)    | 23   | 3    | Маріцбург Юнайтед |
| 15 | ПЗ   | Марсель Папама           | 28 квітня 1996 (вік 27 років)  | 31   | 1    | Джваненг Гелаксі  |
| 17 | ПЗ   | Венделл Рудат            | 10 липня 1995 (вік 28 років)   | 15   | 2    | Джваненг Гелаксі  |
| 19 | ПЗ   | Петрус Шітембі           | 11 травня 1992 (вік 31 рік)    | 71   | 4    | Кучинг Сіті       |
|    |      |                          |                                |      |      |                   |
| 7  | НП   | Деон Готто               | 29 жовтня 1990 (вік 33 роки)   | 65   | 10   | Орландо Пайретс   |
| 9  | НП   | Бетуель Музеу            | 22 лютого 2000 (вік 23 роки)   | 8    | 1    | Блек Леопардз     |
| 11 | НП   | Абсалом Іїмбонді         | 11 жовтня 1991 (вік 32 роки)   | 56   | 7    | Комас Нампол      |
| 13 | НП   | Пітер Шалуліле (капітан) | 23 березня 1993 (вік 30 років) | 49   | 16   | Мамелоді Сандаунз |

## Група F

### Марокко
Попередня заявка збірної Марокко з 55 гравів була оприлюднена КАФ 20 грудня 2023 року. Остаточну заявку з 27 гравців було оголошено 28 грудня 2023 року.
Головний тренер: Валід Реґраґі
| №  | Поз. | Гравець               | Дата народження (вік)            | Ігри | Голи | Клуб                 |
| -- | ---- | --------------------- | -------------------------------- | ---- | ---- | -------------------- |
| 1  | ВР   | Яссін Буну            | 5 квітня 1991 (вік 32 роки)      | 58   | 0    | Аль-Гіляль (Ер-Ріяд) |
| 12 | ВР   | Мунір Мохамеді        | 10 травня 1989 (вік 34 роки)     | 46   | 0    | Аль-Вахда (Мекка)    |
| 22 | ВР   | Мехді Бенабід         | 24 січня 1998 (вік 25 років)     | 0    | 0    | ФАР                  |
|    |      |                       |                                  |      |      |                      |
| 2  | ЗХ   | Ашраф Хакімі          | 4 листопада 1998 (вік 25 років)  | 68   | 8    | Парі Сен-Жермен      |
| 3  | ЗХ   | Нуссаїр Мазрауї       | 14 листопада 1997 (вік 26 років) | 27   | 2    | Баварія (Мюнхен)     |
| 5  | ЗХ   | Наєф Аґерд            | 30 березня 1996 (вік 27 років)   | 34   | 1    | Вест Гем Юнайтед     |
| 6  | ЗХ   | Ромен Саїсс (капітан) | 26 березня 1990 (вік 33 роки)    | 79   | 2    | Аш-Шабаб (Ер-Ріяд)   |
| 13 | ЗХ   | Юніс Абдельхамід      | 28 липня 1987 (вік 36 років)     | 13   | 0    | Реймс                |
| 18 | ЗХ   | Абдель Абкар          | 10 березня 1999 (вік 24 роки)    | 0    | 0    | Алавес               |
| 25 | ЗХ   | Ях'я Аттіят Аллах     | 2 березня 1995 (вік 28 років)    | 15   | 0    | Відад                |
| 26 | ЗХ   | Чаді Ріад             | 17 липня 2003 (вік 20 років)     | 0    | 0    | Реал Бетіс           |
| 27 | ЗХ   | Мохамед Шибі          | 21 січня 1993 (вік 30 років)     | 1    | 0    | Пірамідс             |
|    |      |                       |                                  |      |      |                      |
| 4  | ПЗ   | Соф'ян Амрабат        | 21 серпня 1996 (вік 27 років)    | 50   | 0    | Манчестер Юнайтед    |
| 7  | ПЗ   | Хакім Зієш            | 19 березня 1993 (вік 30 років)   | 55   | 21   | Галатасарай          |
| 8  | ПЗ   | Аззедін Унахі         | 19 квітня 2000 (вік 23 роки)     | 21   | 3    | Олімпік (Марсель)    |
| 10 | ПЗ   | Амін Харіт            | 18 червня 1997 (вік 26 років)    | 20   | 1    | Олімпік (Марсель)    |
| 11 | ПЗ   | Ісмаель Саїбарі       | 28 січня 2001 (вік 22 роки)      | 4    | 0    | ПСВ                  |
| 14 | ПЗ   | Уссама Ель-Аззузі     | 29 травня 2001 (вік 22 роки)     | 1    | 0    | Болонья              |
| 15 | ПЗ   | Селім Амалла          | 15 листопада 1996 (вік 27 років) | 33   | 4    | Валенсія             |
| 23 | ПЗ   | Біляль Ель-Ханнус     | 10 травня 2004 (вік 19 років)    | 7    | 0    | Генк                 |
| 24 | ПЗ   | Амір Річардсон        | 24 січня 2002 (вік 21 рік)       | 3    | 0    | Реймс                |
|    |      |                       |                                  |      |      |                      |
| 9  | НП   | Тарік Тіссудалі       | 2 квітня 1993 (вік 30 років)     | 13   | 2    | Гент                 |
| 16 | НП   | Абде Еззалзулі        | 17 грудня 2001 (вік 22 роки)     | 11   | 0    | Реал Бетіс           |
| 17 | НП   | Соф'ян Буфаль         | 17 вересня 1993 (вік 30 років)   | 42   | 7    | Ер-Раян              |
| 19 | НП   | Юссеф Ен-Несірі       | 1 червня 1997 (вік 26 років)     | 65   | 17   | Севілья              |
| 20 | НП   | Аюб Ель-Каабі         | 25 червня 1993 (вік 30 років)    | 27   | 10   | Олімпіакос           |
| 21 | НП   | Амін Адлі             | 10 травня 2000 (вік 23 роки)     | 4    | 1    | Баєр 04              |

### ДР Конго
Попередня заявка збірної ДР Конго з 45 гравців була оприлюднена КАФ 20 грудня 2023 року. Остаточну заявку з 24 гравців було оголошено 27 грудня 2023 року. Едо Каємбе отримав травму, його замінив Оменуке Мфулу.
Головний тренер:  Себастьян Десабр
| №  | Поз. | Гравець                  | Дата народження (вік)            | Ігри | Голи | Клуб                 |
| -- | ---- | ------------------------ | -------------------------------- | ---- | ---- | -------------------- |
| 1  | ВР   | Ліонель Мпасі            | 1 серпня 1994 (вік 29 років)     | 8    | 0    | Родез                |
| 16 | ВР   | Дімітрі Берто            | 6 червня 1998 (вік 25 років)     | 1    | 0    | Монпельє             |
| 21 | ВР   | Баджо Сіаді Нгусія       | 21 липня 1997 (вік 26 років)     | 4    | 0    | ТП Мазембе           |
|    |      |                          |                                  |      |      |                      |
| 2  | ЗХ   | Генок Інонга Бака        | 1 листопада 1993 (вік 30 років)  | 9    | 0    | Сімба                |
| 4  | ЗХ   | Браян Баєє               | 30 червня 2000 (вік 23 роки)     | 1    | 0    | Асколі               |
| 5  | ЗХ   | Ділан Батубінсіка        | 15 лютого 1996 (вік 27 років)    | 4    | 0    | Сент-Етьєн           |
| 12 | ЗХ   | Йоріс Каємбе             | 8 серпня 1994 (вік 29 років)     | 3    | 0    | Генк                 |
| 15 | ЗХ   | Рокі Буширі              | 30 листопада 1999 (вік 24 роки)  | 1    | 0    | Гіберніан            |
| 22 | ЗХ   | Шансель Мбемба (капітан) | 8 серпня 1994 (вік 29 років)     | 74   | 4    | Олімпік (Марсель)    |
| 24 | ЗХ   | Жедеон Калулу            | 29 серпня 1997 (вік 26 років)    | 7    | 0    | Лор'ян               |
| 26 | ЗХ   | Артур Масуаку            | 7 листопада 1993 (вік 30 років)  | 18   | 2    | Бешикташ             |
|    |      |                          |                                  |      |      |                      |
| 6  | ПЗ   | Аарон Чибола             | 25 січня 1995 (вік 28 років)     | 7    | 1    | Хатта                |
| 7  | ПЗ   | Грейді Діангана          | 19 квітня 1998 (вік 25 років)    | 2    | 0    | Вест-Бромвіч Альбіон |
| 8  | ПЗ   | Самуель Мутуссамі        | 12 серпня 1996 (вік 27 років)    | 24   | 0    | Нант                 |
| 10 | ПЗ   | Тео Бонгонда             | 20 листопада 1995 (вік 28 років) | 10   | 3    | Спартак (Москва)     |
| 13 | ПЗ   | Мешак Елія               | 6 серпня 1997 (вік 26 років)     | 34   | 7    | Янг Бойз             |
| 14 | ПЗ   | Гаель Какута             | 21 червня 1991 (вік 32 роки)     | 19   | 3    | Ам'єн                |
| 18 | ПЗ   | Шарль Пікель             | 15 травня 1997 (вік 26 років)    | 5    | 0    | Кремонезе            |
| 25 | ПЗ   | Оменуке Мфулу            | 20 березня 1994 (вік 29 років)   | 5    | 0    | Лас-Пальмас          |
|    |      |                          |                                  |      |      |                      |
| 11 | НП   | Сілас Катомпа Мвумпа     | 6 жовтня 1998 (вік 25 років)     | 6    | 0    | Штутгарт             |
| 17 | НП   | Седрік Бакамбу           | 11 квітня 1991 (вік 32 роки)     | 46   | 16   | Галатасарай          |
| 19 | НП   | Фістон Маєле             | 24 червня 1994 (вік 29 років)    | 8    | 2    | Пірамідс             |
| 20 | НП   | Йоан Вісса               | 3 вересня 1996 (вік 27 років)    | 16   | 3    | Брентфорд            |
| 23 | НП   | Сімон Банза              | 13 серпня 1996 (вік 27 років)    | 3    | 0    | Брага                |

### Замбія
Попередня заявка збірної Замбії з 55 гравців була оприлюднена КАФ 13 грудня 2023 року, яка 20 грудня була скорочена до 54 гравців. Остаточну заявку з 27 гравців було оголошено 30 грудня.
Головний тренер:  Аврам Грант
| №  | Поз. | Гравець                   | Дата народження (вік)            | Ігри | Голи | Клуб                    |
| -- | ---- | ------------------------- | -------------------------------- | ---- | ---- | ----------------------- |
| 1  | ВР   | Тостер Нсабата            | 24 листопада 1993 (вік 30 років) | 37   | 0    | ЗЕСКО Юнайтед           |
| 16 | ВР   | Лоуренс Муленга           | 21 серпня 1998 (вік 25 років)    | 9    | 0    | Пауер Дайнамос          |
| 18 | ВР   | Френсіс Мванса            | 14 липня 2002 (вік 21 рік)       | 3    | 0    | Грін Баффалоз           |
|    |      |                           |                                  |      |      |                         |
| 2  | ЗХ   | Зефанія Фірі              | 19 листопада 1996 (вік 27 років) | 2    | 0    | Прізон Леопардз         |
| 3  | ЗХ   | Бенедікт Чепеші           | 10 червня 1996 (вік 27 років)    | 40   | 0    | Ред Ерроуз              |
| 4  | ЗХ   | Франкі Мусонда            | 12 грудня 1997 (вік 26 років)    | 9    | 1    | Ейр Юнайтед             |
| 13 | ЗХ   | Стофіра Сунзу             | 22 червня 1989 (вік 34 роки)     | 80   | 5    | Цзінань Сінчжоу         |
| 21 | ЗХ   | Домінік Чанда             | 26 лютого 1996 (вік 27 років)    | 18   | 1    | Пауер Дайнамос          |
| 23 | ЗХ   | Родрік Кабве              | 30 листопада 1992 (вік 31 рік)   | 40   | 0    | Заху                    |
| 24 | ЗХ   | Голден Мафвента           | 15 січня 2001 (вік 22 роки)      | 2    | 0    | Вишков                  |
| 26 | ЗХ   | Танді Мвапе               | 20 липня 1996 (вік 27 років)     | 25   | 1    | ТП Мазембе              |
| 27 | ЗХ   | Гіфт Мфанде               | 19 листопада 2003 (вік 20 років) | 1    | 0    | Хапоель (Рішон-ле-Ціон) |
|    |      |                           |                                  |      |      |                         |
| 5  | ПЗ   | Мігель Чайва              | 7 квітня 2004 (вік 19 років)     | 3    | 0    | Янг Бойз                |
| 6  | ПЗ   | Бенсон Сакала             | 12 вересня 1996 (вік 27 років)   | 35   | 0    | Млада-Болеслав          |
| 7  | ПЗ   | Келвін Кампамба           | 24 листопада 1996 (вік 27 років) | 43   | 6    | ЗЕСКО Юнайтед           |
| 8  | ПЗ   | Лубамбо Мусонда (капітан) | 1 березня 1995 (вік 28 років)    | 44   | 2    | Сількеборг              |
| 11 | ПЗ   | Ларрі Бвалія              | 29 травня 1995 (вік 28 років)    | 13   | 1    | Секхукхуне Юнайтед      |
| 12 | ПЗ   | Еммануель Банда           | 29 вересня 1997 (вік 26 років)   | 20   | 0    | Рієка                   |
| 14 | ПЗ   | Едвард Чілуф'я            | 17 вересня 1999 (вік 24 роки)    | 8    | 0    | Геккен                  |
| 15 | ПЗ   | Келвін Капумбу            | 6 квітня 1996 (вік 27 років)     | 28   | 0    | ЗЕСКО Юнайтед           |
| 17 | ПЗ   | Клатус Чама               | 18 червня 1991 (вік 32 роки)     | 31   | 5    | Сімба                   |
| 19 | ПЗ   | Фредерік Муламба          | 10 липня 2002 (вік 21 рік)       | 1    | 0    | Пауер Дайнамос          |
| 22 | ПЗ   | Кінгс Кангва              | 6 квітня 1999 (вік 24 роки)      | 21   | 5    | Црвена Звезда           |
|    |      |                           |                                  |      |      |                         |
| 9  | НП   | Ламек Банда               | 29 січня 2001 (вік 22 роки)      | 8    | 2    | Лечче                   |
| 10 | НП   | Фешн Сакала               | 14 березня 1997 (вік 26 років)   | 24   | 7    | Аль-Файха               |
| 20 | НП   | Патсон Дака               | 9 жовтня 1998 (вік 25 років)     | 40   | 18   | Лестер Сіті             |
| 25 | НП   | Кеннеді Мусонда           | 28 грудня 1994 (вік 29 років)    | 2    | 0    | Янг Афріканс            |

### Танзанія
Попередня заявка збірної Танзанії з 53 гравців була оприлюднена КАФ 20 грудня 2023 року. Остаточну заявку з 27 гравців було оголошено 3 січня 2024 року.
Головний тренер:  Адель Амруш
| №  | Поз. | Гравець                  | Дата народження (вік)            | Ігри | Голи | Клуб               |
| -- | ---- | ------------------------ | -------------------------------- | ---- | ---- | ------------------ |
| 1  | ВР   | Квесі Кавава             | 5 грудня 2001 (вік 22 роки)      | 1    | 0    | Карлслундс         |
| 13 | ВР   | Бено Девід Каколанья     | 27 червня 1994 (вік 29 років)    | 1    | 0    | Сінгіда            |
| 18 | ВР   | Аїши Манула              | 13 вересня 1995 (вік 28 років)   | 57   | 0    | Сімба              |
|    |      |                          |                                  |      |      |                    |
| 2  | ЗХ   | Хаджи Многа              | 16 квітня 2002 (вік 21 рік)      | 3    | 0    | Олдершот Таун      |
| 4  | ЗХ   | Ібрахім Хамад            | 12 листопада 1997 (вік 26 років) | 7    | 0    | Янг Афріканс       |
| 5  | ЗХ   | Діксон Джоб              | 29 грудня 2000 (вік 23 роки)     | 20   | 0    | Янг Афріканс       |
| 14 | ЗХ   | Бакарі Мвамньєто         | 5 жовтня 1995 (вік 28 років)     | 26   | 0    | Янг Афріканс       |
| 15 | ЗХ   | Мохамед Хуссейні         | 1 листопада 1996 (вік 27 років)  | 37   | 0    | Сімба              |
| 16 | ЗХ   | Лусайо Мвайкенда         | 27 жовтня 2000 (вік 23 роки)     | 2    | 0    | Азам               |
| 20 | ЗХ   | Новатус Міроші           | 2 вересня 2002 (вік 21 рік)      | 16   | 2    | Шахтар (Донецьк)   |
| 24 | ЗХ   | Абді Банда               | 20 травня 1995 (вік 28 років)    | 21   | 0    | Річардс Бей        |
| 25 | ЗХ   | Абдулмалік Закарія       | 3 березня 1996 (вік 27 років)    | 0    | 0    | Намунго            |
| 26 | ЗХ   | Міано Даніло Ван ден Бос | 31 березня 2003 (вік 20 років)   | 0    | 0    | Вільєна            |
|    |      |                          |                                  |      |      |                    |
| 3  | ПЗ   | Мудатір Ях'я             | 6 травня 1996 (вік 27 років)     | 22   | 0    | Янг Афріканс       |
| 6  | ПЗ   | Фейсал Салум             | 11 січня 1998 (вік 26 років)     | 31   | 2    | Янг Афріканс       |
| 7  | ПЗ   | Хімід Мао                | 15 листопада 1992 (вік 31 рік)   | 61   | 2    | Газль Аль-Мехалла  |
| 8  | ПЗ   | Моріс Абрагам            | 13 серпня 2003 (вік 20 років)    | 1    | 0    | Спартак (Суботиця) |
| 11 | ПЗ   | Таррін Алларахія         | 17 жовтня 1997 (вік 26 років)    | 0    | 0    | Відлстон           |
| 17 | ПЗ   | Соспетер Баяна           | 14 жовтня 1996 (вік 27 років)    | 1    | 0    | Азам               |
| 19 | ПЗ   | Мзаміру Яссін            | 3 січня 1996 (вік 28 років)      | 36   | 0    | Сімба              |
| 21 | ПЗ   | Чарльз М'Момбва          | 14 березня 1998 (вік 25 років)   | 1    | 0    | Макартур           |
| 23 | ПЗ   | Бен Старкі               | 23 липня 2002 (вік 21 рік)       | 2    | 0    | Ілкестон Таун      |
| 27 | ПЗ   | Мо Сагаф                 | 12 листопада 1997 (вік 26 років) | 0    | 0    | Борем Вуд          |
|    |      |                          |                                  |      |      |                    |
| 9  | НП   | Сіпріан Кахвеле          | 15 лютого 2005 (вік 18 років)    | 0    | 0    | Ванкувер Вайткепс  |
| 10 | НП   | Мбвана Саматта (капітан) | 23 грудня 1992 (вік 31 рік)      | 68   | 22   | ПАОК               |
| 12 | НП   | Саймон Мсува             | 2 жовтня 1993 (вік 30 років)     | 86   | 21   | Кабілія            |
| 22 | НП   | Кібу Деніс               | 4 грудня 1998 (вік 25 років)     | 7    | 0    | Сімба              |